# Siagne
 (octobre 2024).
La Siagne est un fleuve français arrosant les départements des Alpes-Maritimes (57 %) et du Var (43 %), en région Provence-Alpes-Côte d'Azur, et qui matérialise[Selon qui ?] partiellement la limite entre ces deux départements.

## Géographie

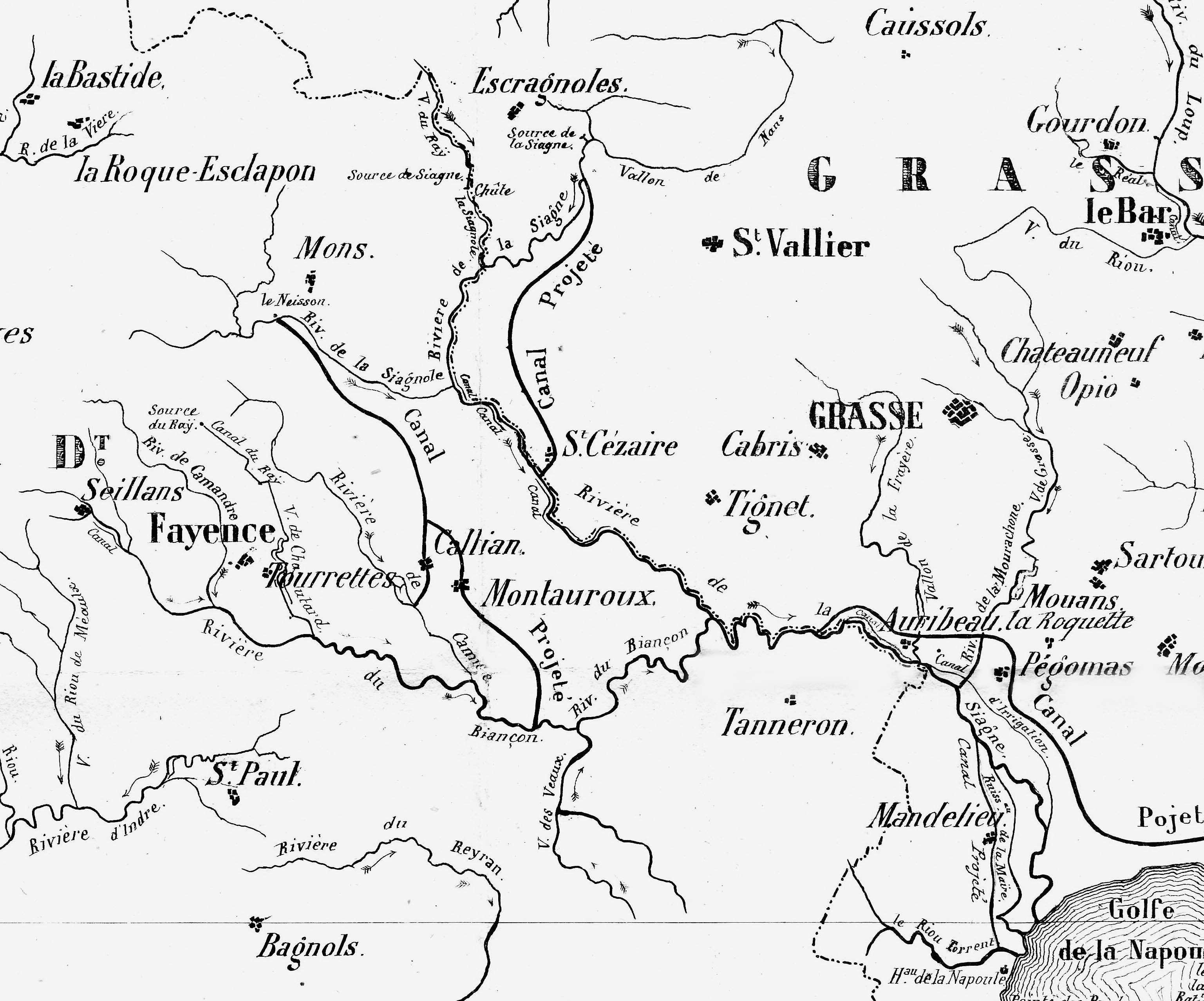
Carte de la Siagne (1845).

La Siagne prend sa source sur la commune d'Escragnolles, au-delà du hameau de Bail, sur les flancs sud de l'Audibergue entre les lieux-dits Colle et Colle-Est, à 633 m d'altitude.
Fleuve de 44,3 km, la Siagne traverse ou longe les communes de Saint-Vallier-de-Thiey, Mons, Saint-Cézaire-sur-Siagne, Callian, Montauroux, Le Tignet, Tanneron, Cabris, Pégomas, Auribeau-sur-Siagne, La Roquette-sur-Siagne et Mandelieu-la-Napoule, où elle rejoint la mer Méditerranée.
Elle forme une vallée qui abrite le canal de la Siagne. Ce canal alimente en eau potable les villes de Grasse et de Cannes.
Son bassin versant d'environ 520 km² est bordé au nord par le massif de l'Audibergue, à l'ouest par les montagnes de Malay et du Lachens, à l'est par le plateau de Calern et celui de Caussols et au sud par le massif du Tanneron. Son cours est essentiellement dans sa partie amont celui d'un torrent, avec une pente moyenne de 3,5 %, mais devient celui d'un fleuve paisible en aval d'Auribeau-sur-Siagne avec une pente moyenne de 0,9 %.

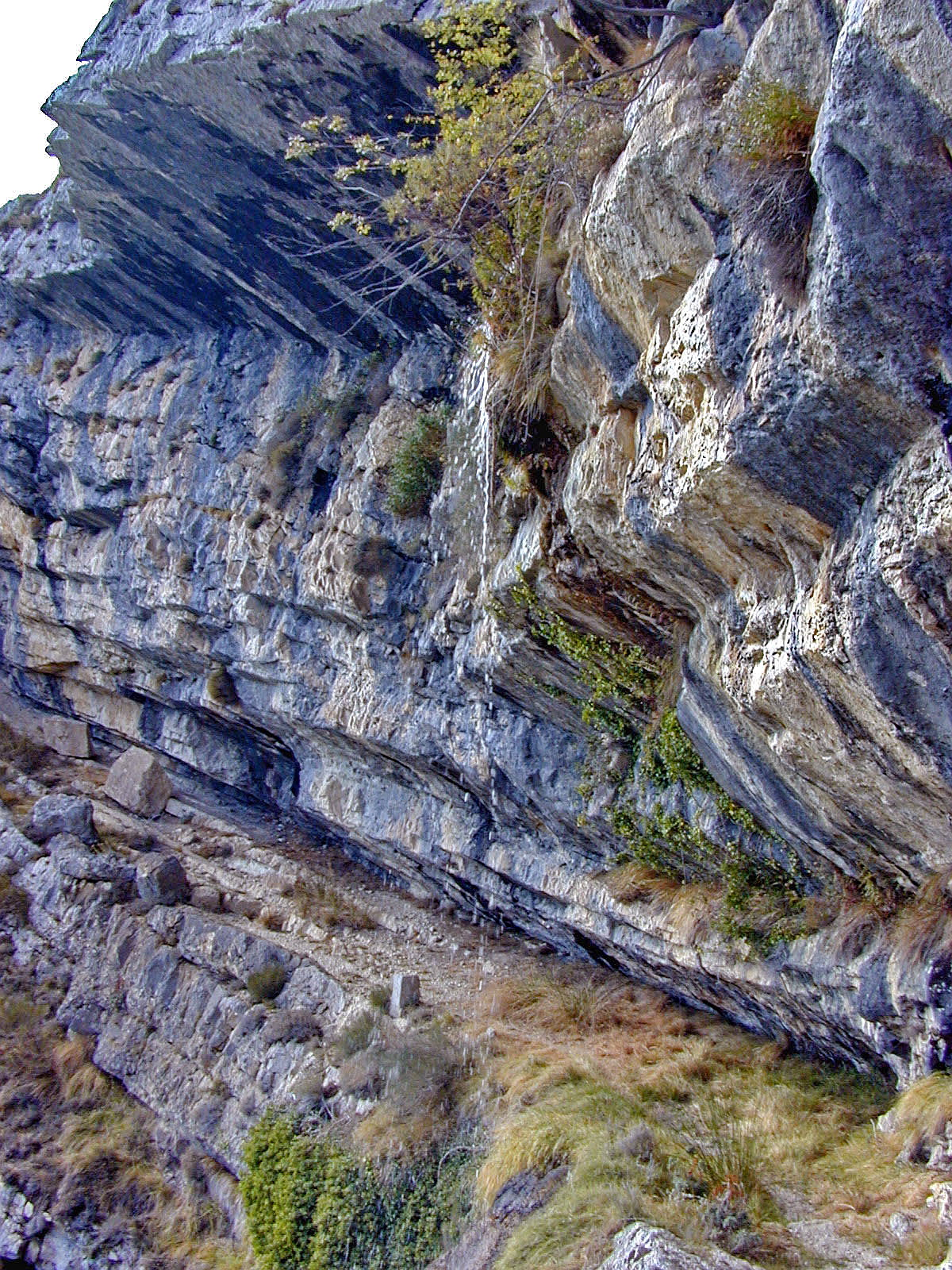
Chutes de la Siagne après la résurgence du Baïl.
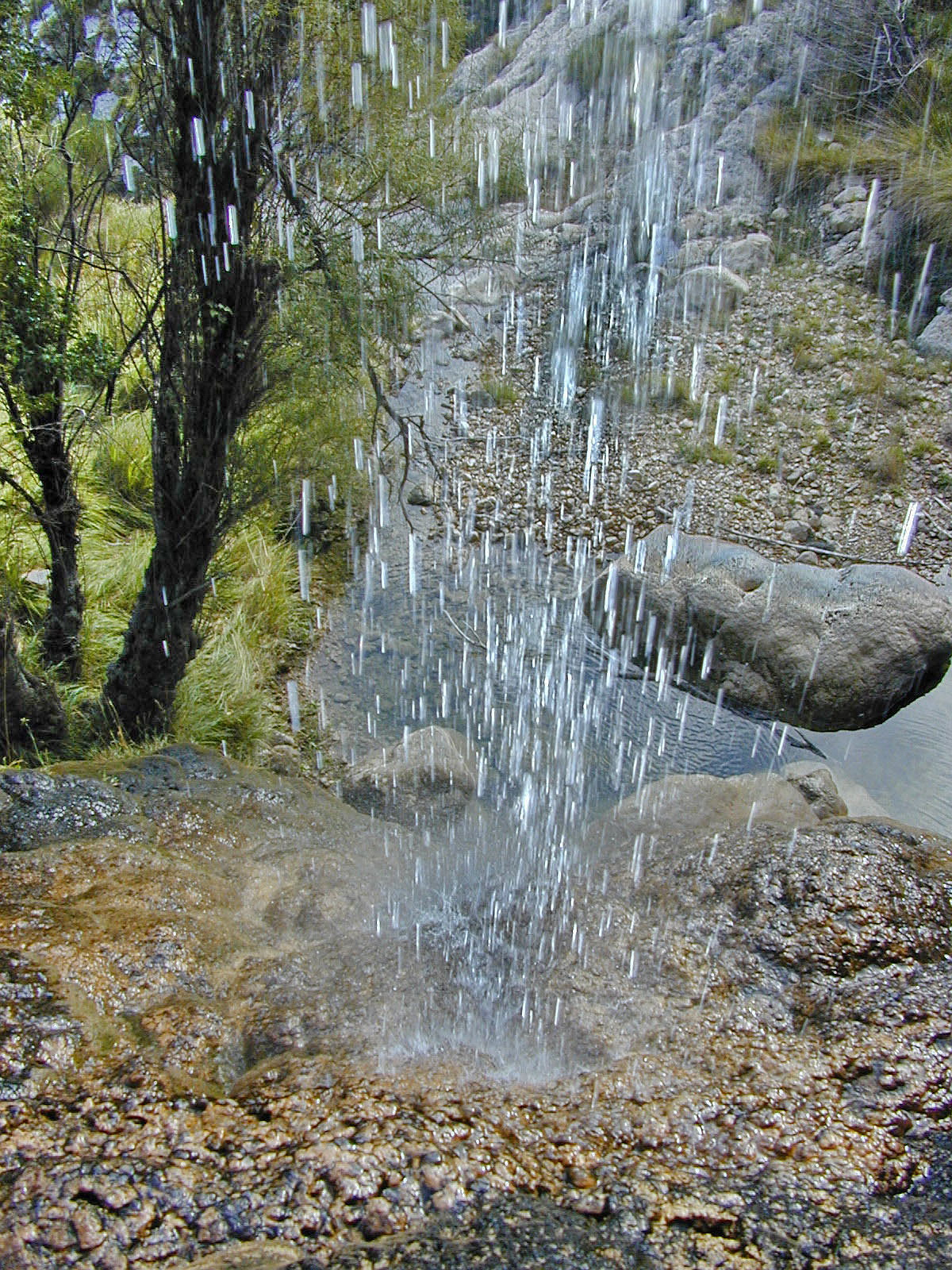
Chutes du Baïl : vue aval.
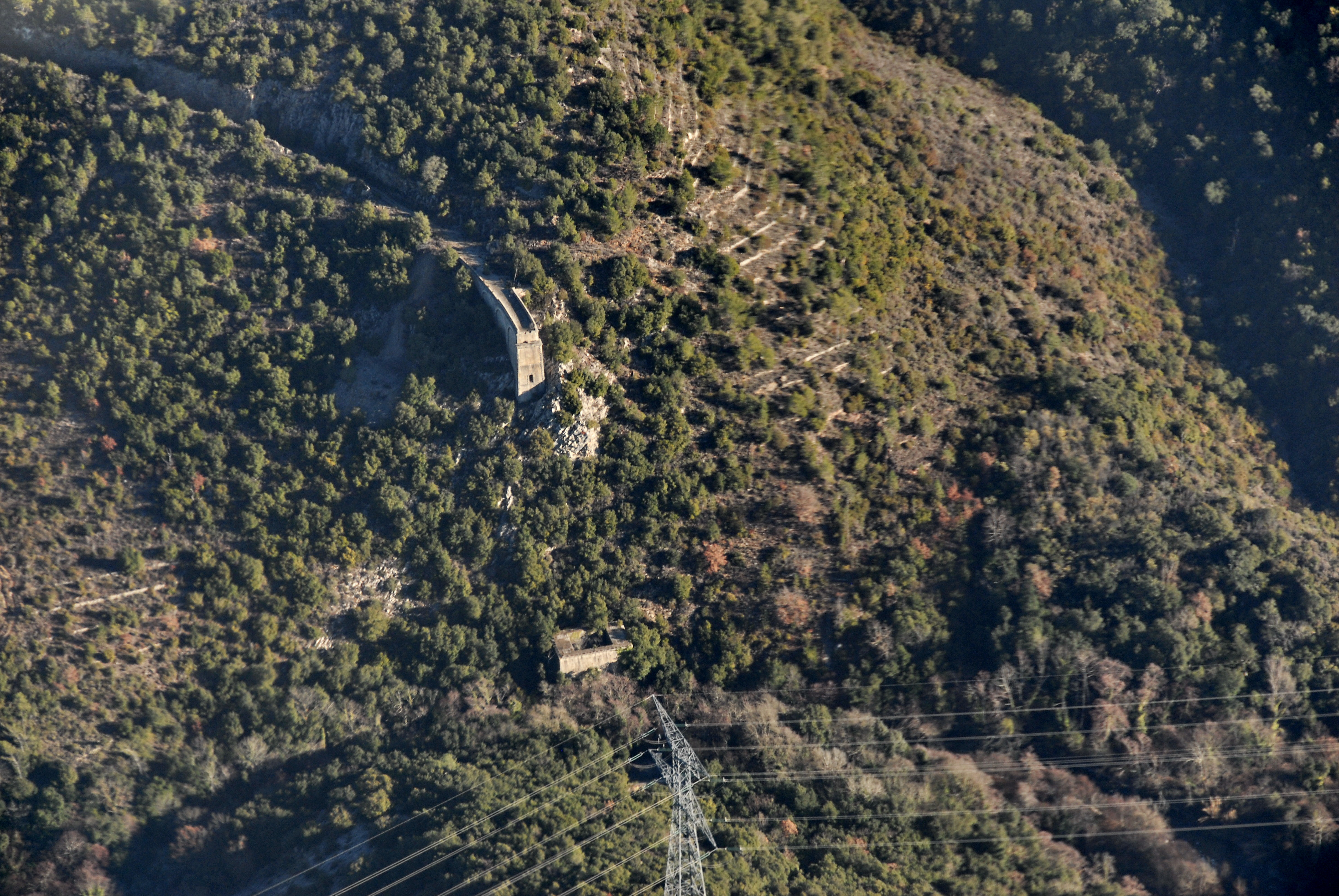
Ruines du pont de chemin de fer Tignet.

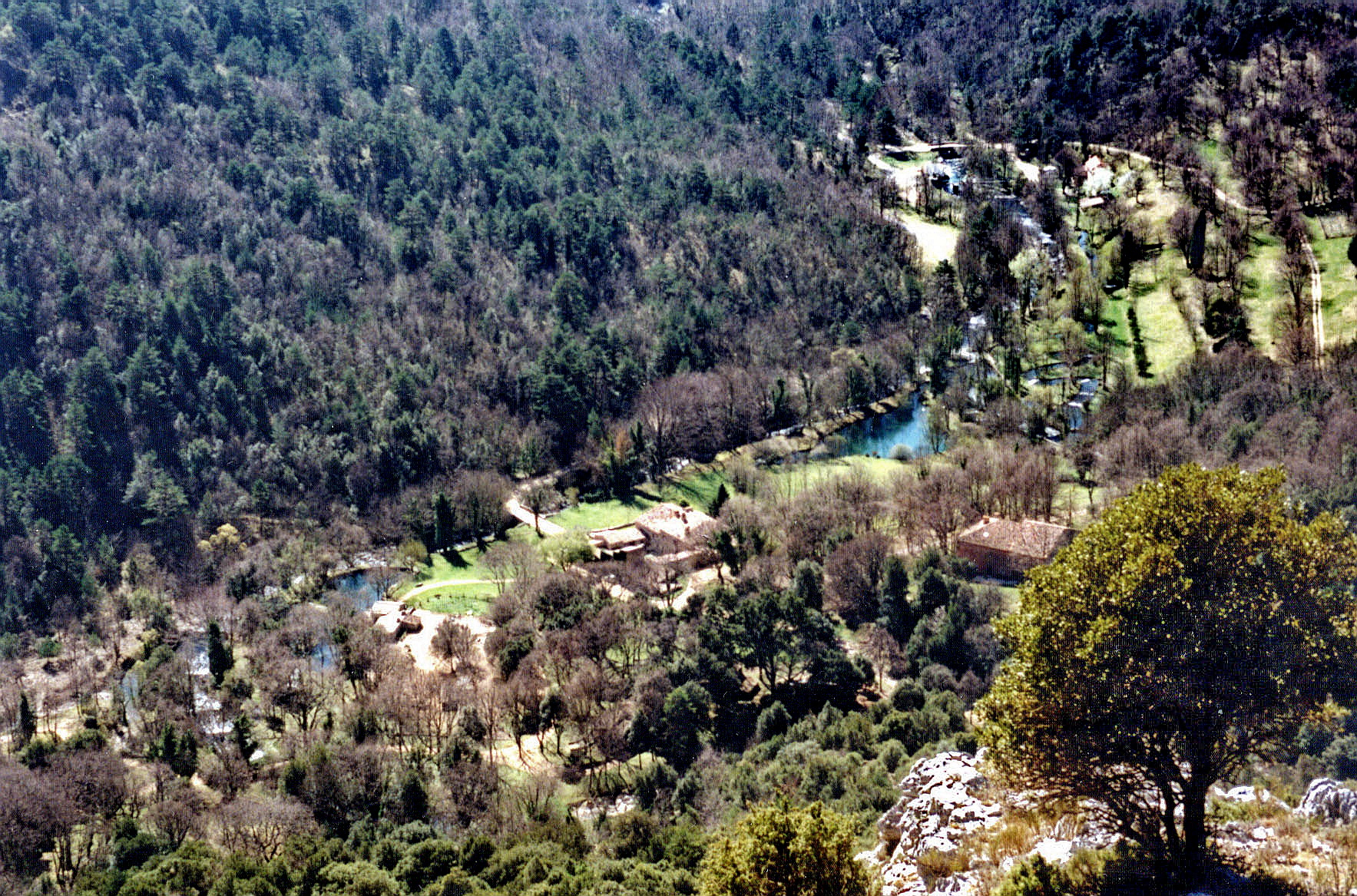
Siagne : Sources du Garbo.
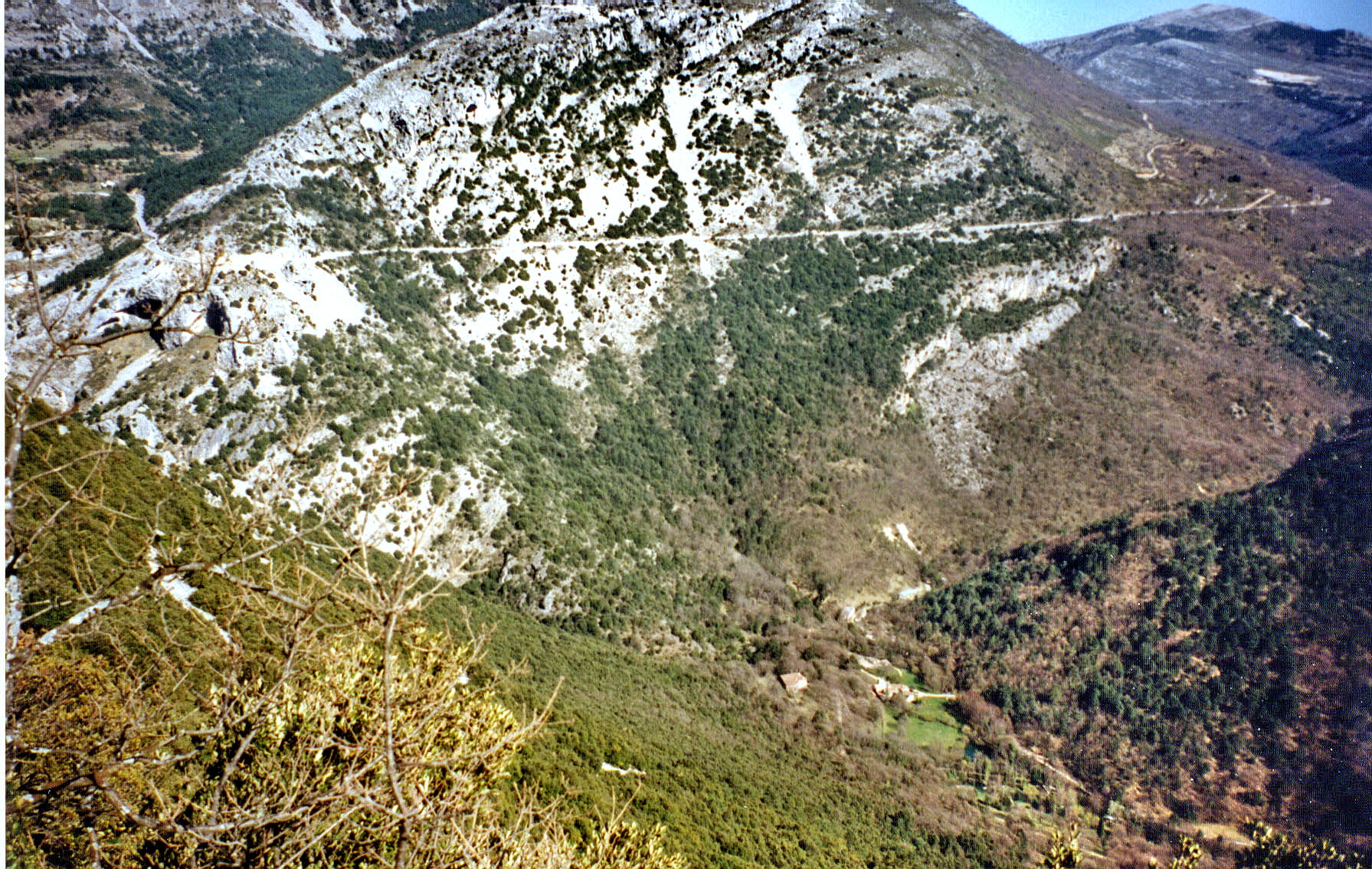
Le Garbo et Font-sèche.
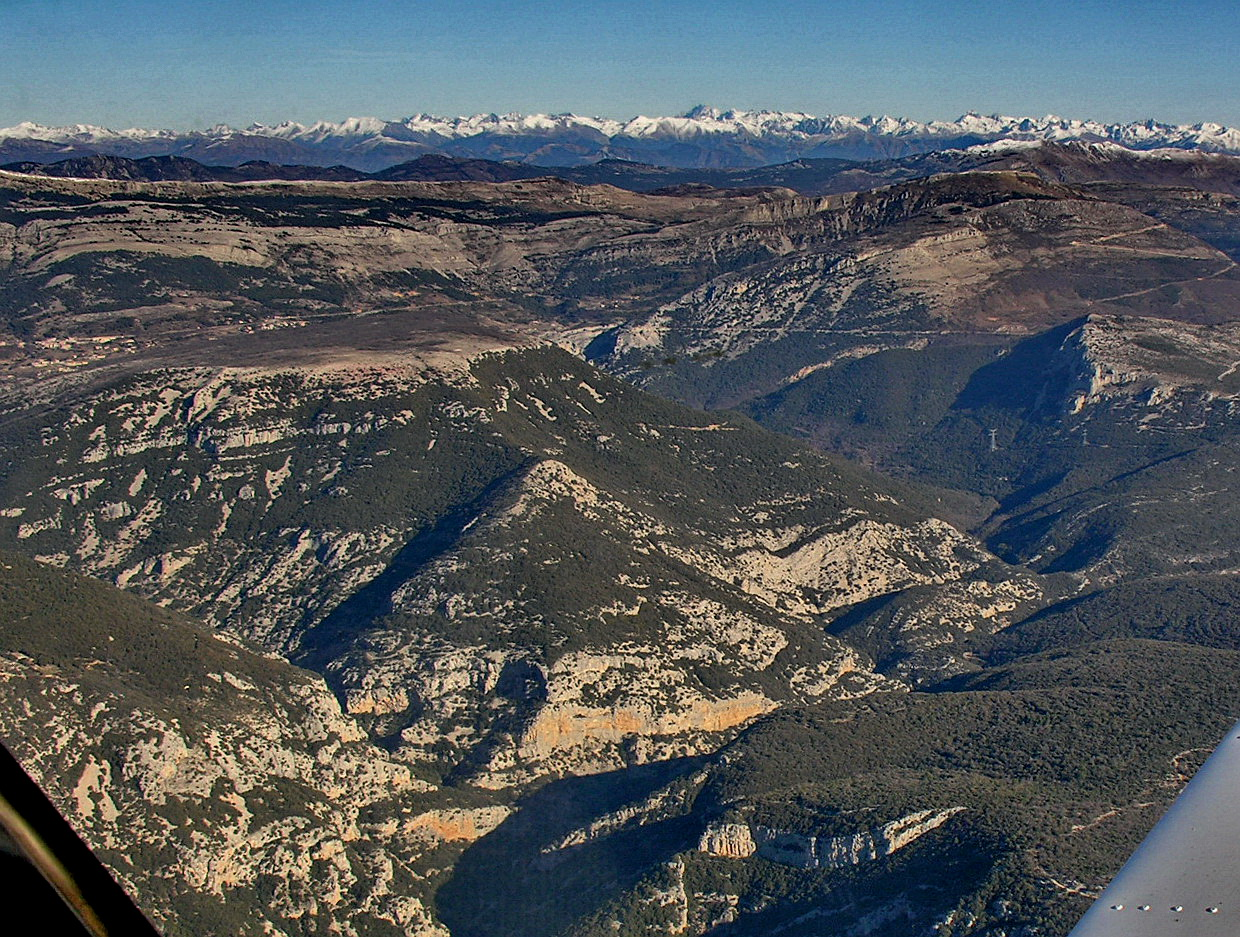
Hautes vallées de la Siagne, et de la Siagne de la Pare.
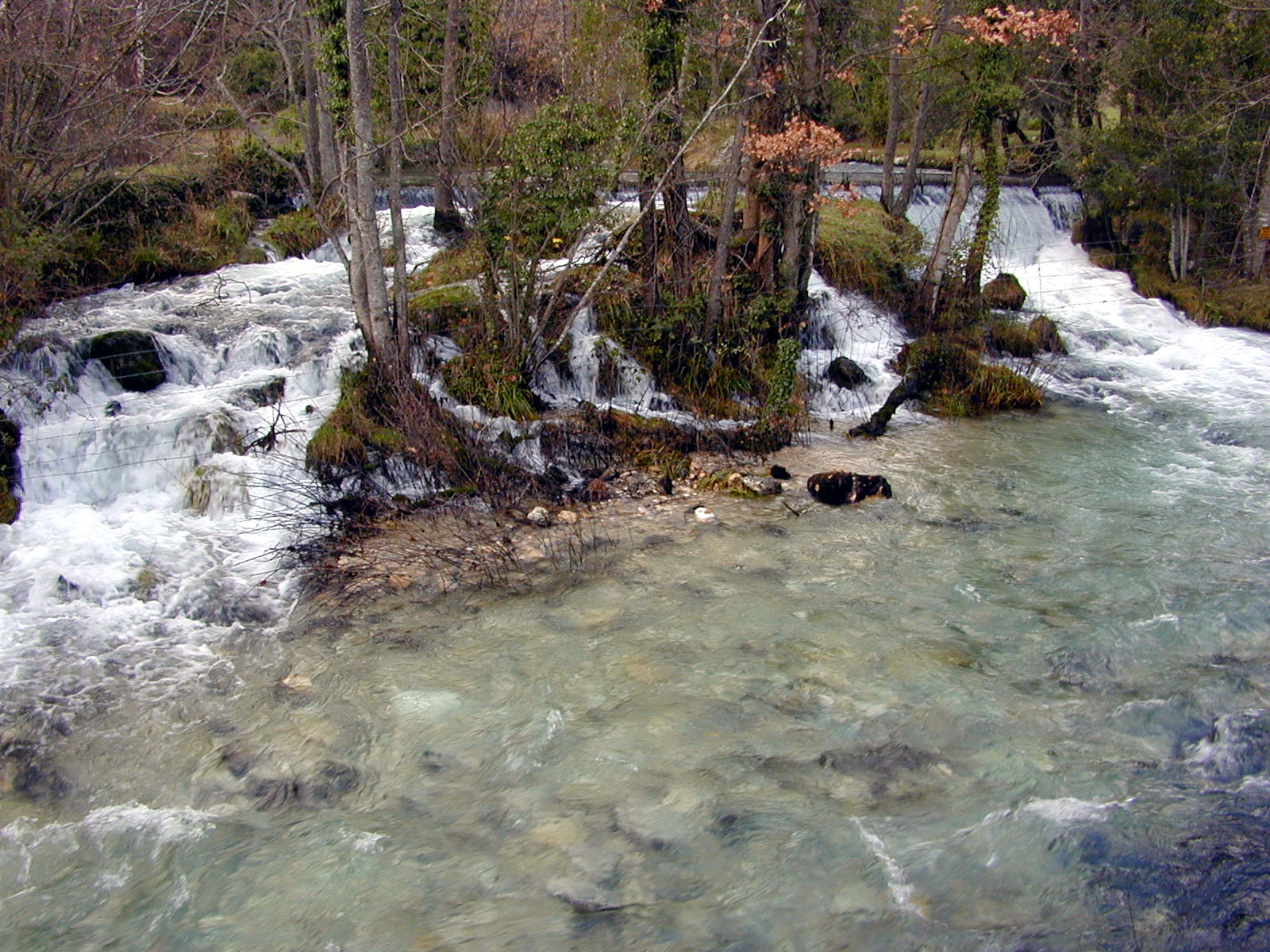
Aménagements de la source vauclusienne du Garbo.
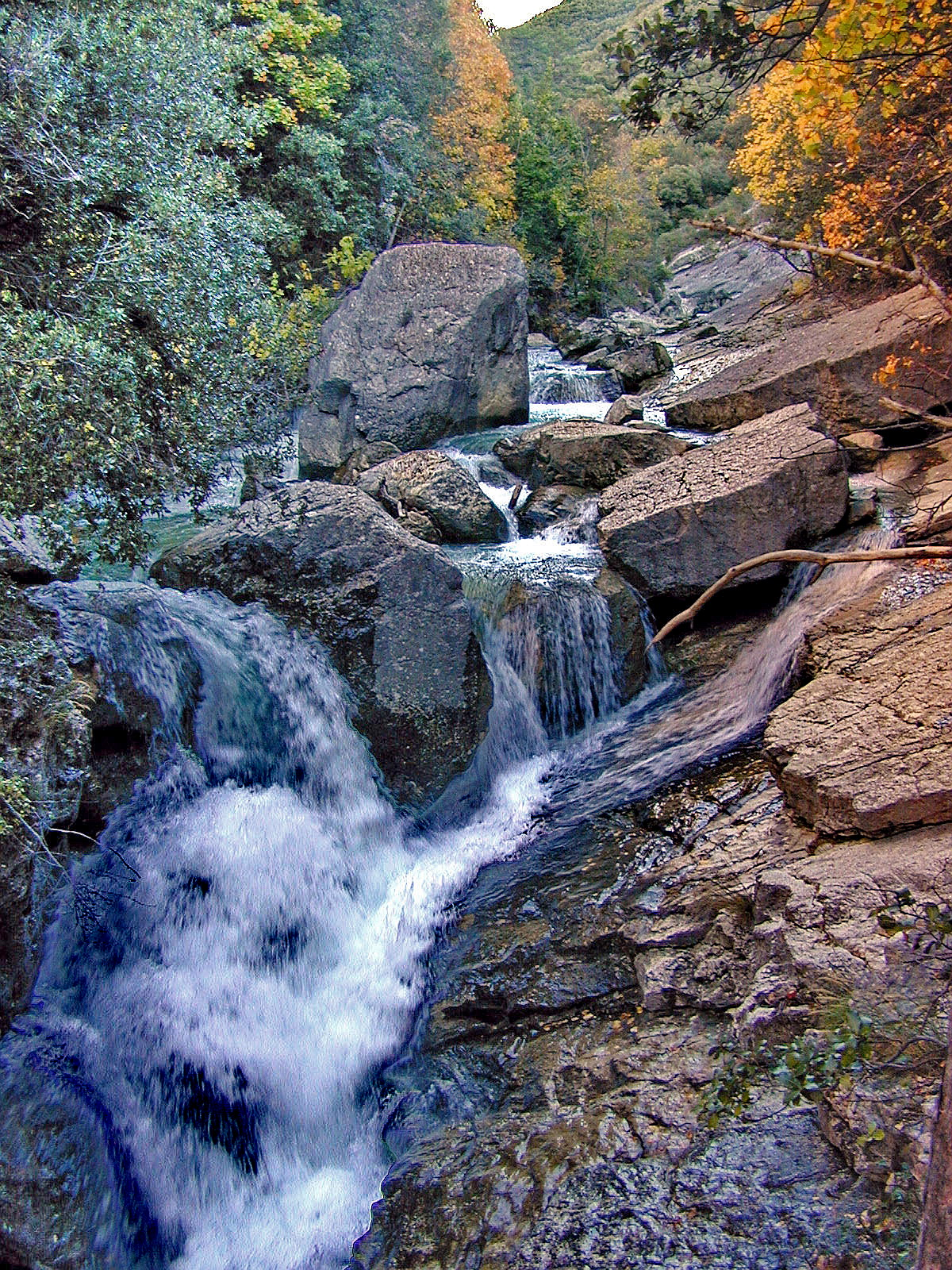
Haute-Siagne : chutes du Rey.
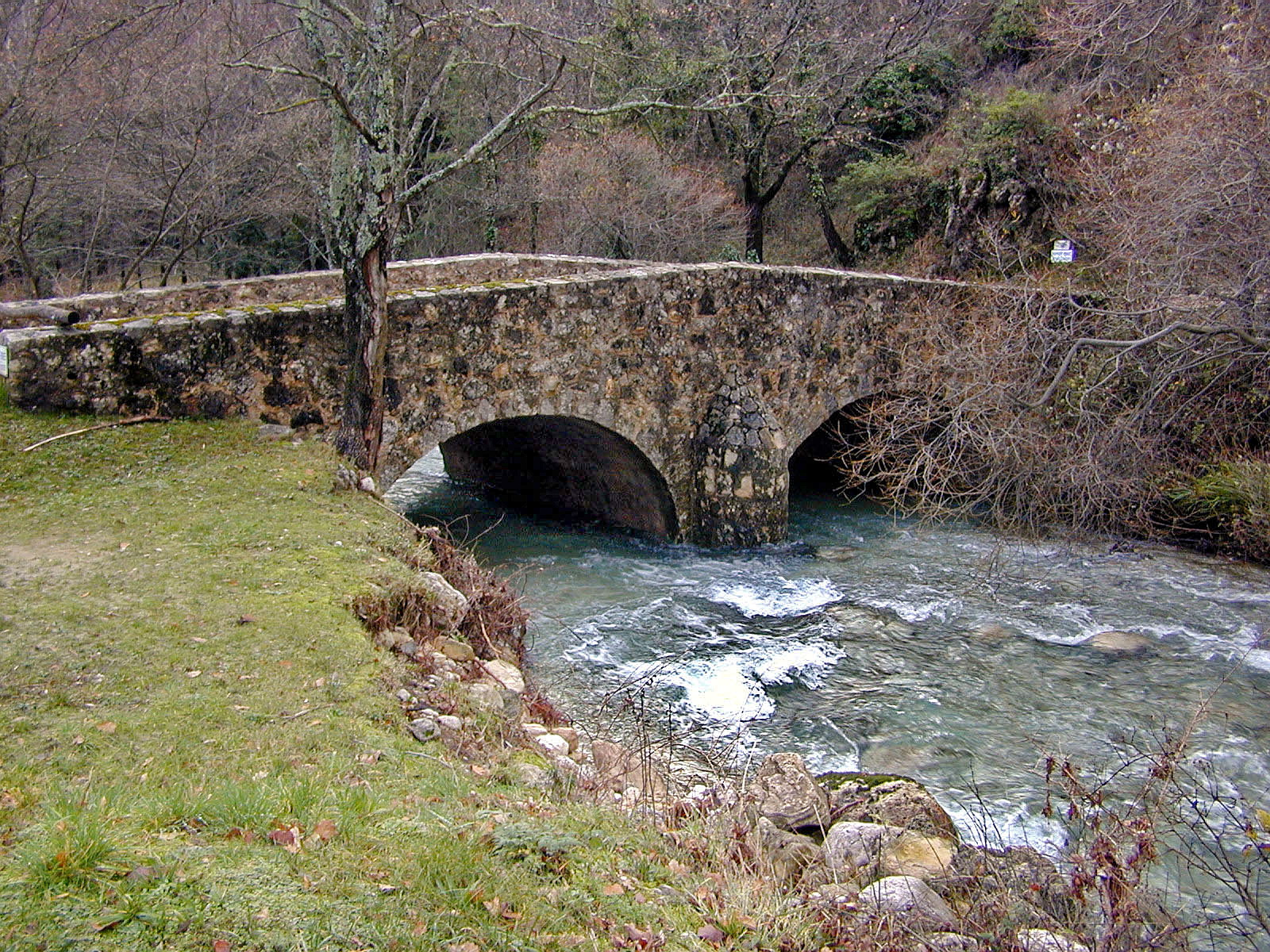
Pont Saint-Jean.
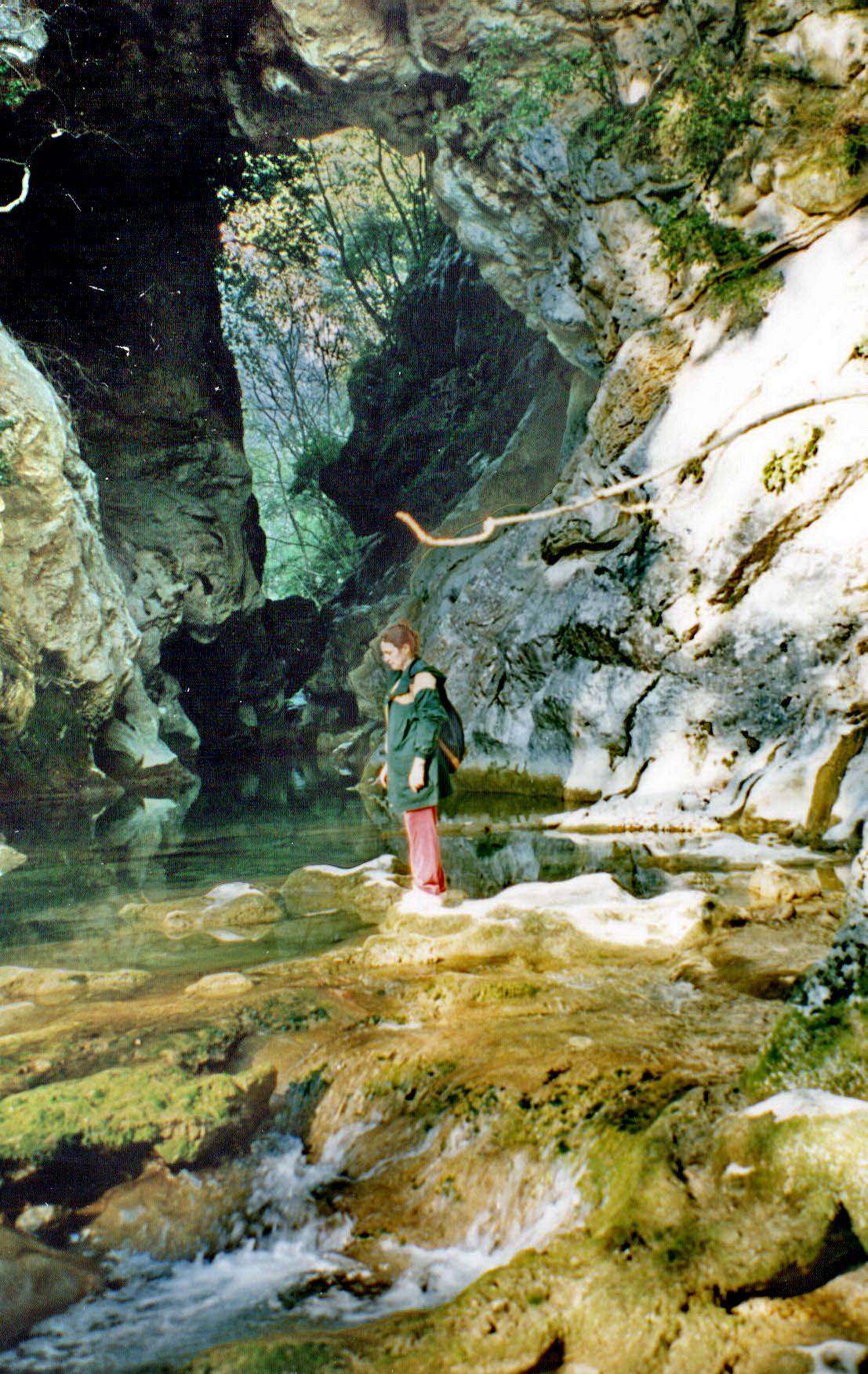
Arche naturelle dite de « Ponadieu ».
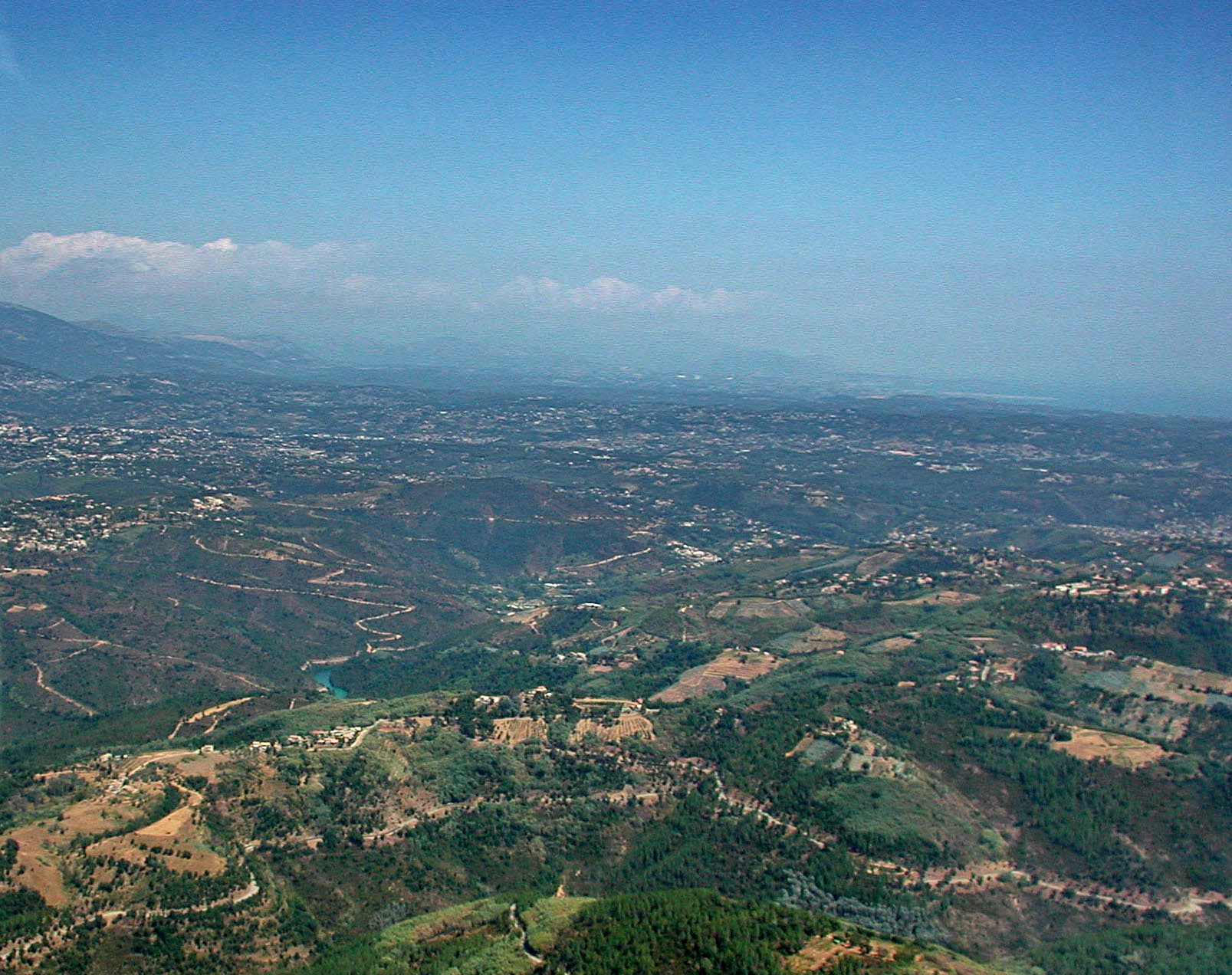
Siagne : basse vallée : Auribeau-sur-Siagne.
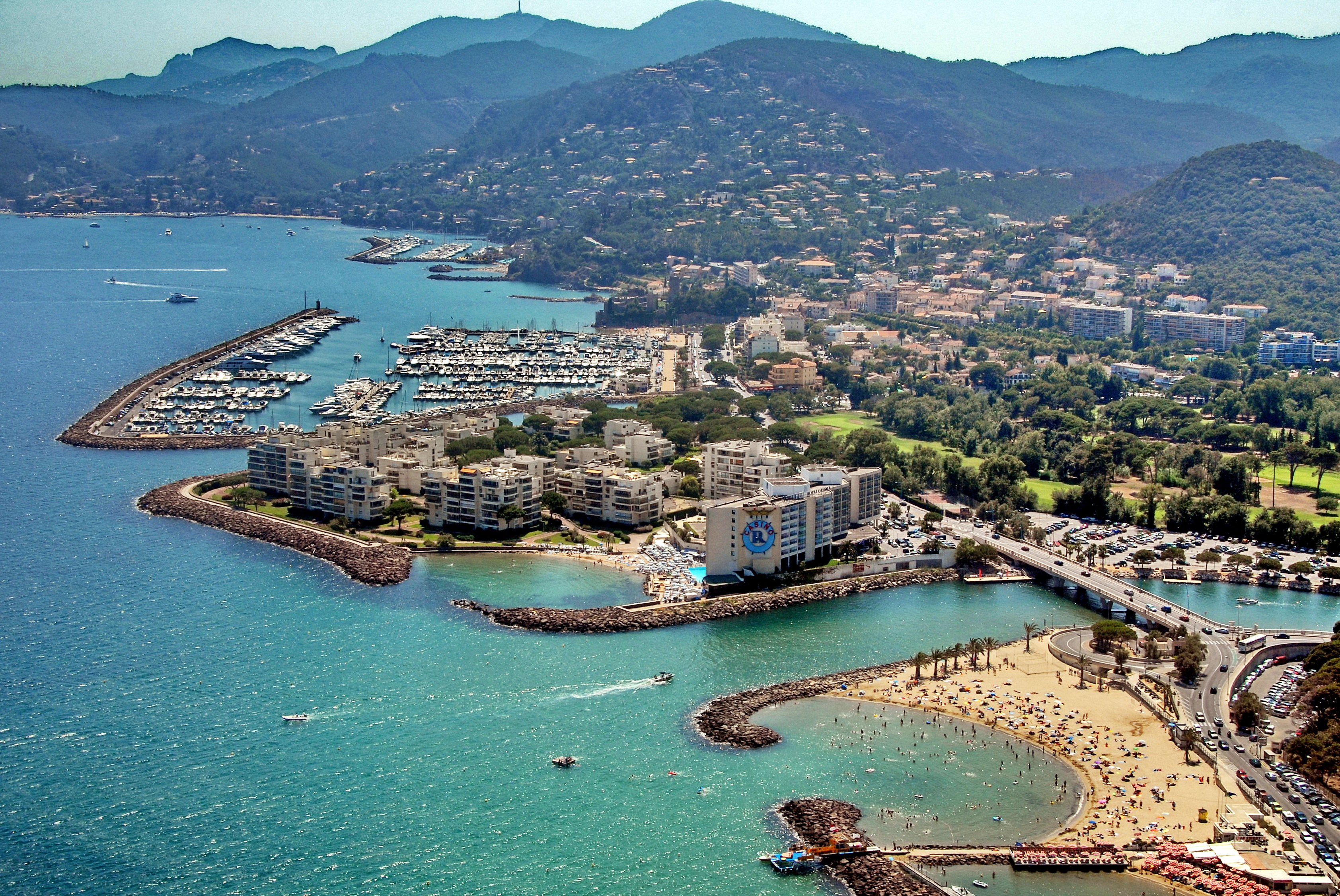
Embouchure de la Siagne à Mandelieu-la-Napoule.

## Étymologie
Selon Frédéric Mistral, son nom serait une variante du mot sanha ("marais" en occitan), qui désigne une variété de roseaux.
Son origine pourrait également être pré-indo-européenne *SEG- (d'où viendrait aussi Seine). La Siagne, sur certaines cartes anciennes, est désignée sous le vocable de Cyagna, Cyagne, de Siagna.

## Historique
Au tertiaire, Oligocène, Stampien, la Siagne, comme beaucoup d'autres cours d'eau de la région coulait en sens inverse. On peut en observer la réminiscence dans la manière dont la Siagnole, le Miron et la Siagne de la Pare s'abouchent dans la Siagne : en remontant vers le nord ou vers l'est.
Dans l'Antiquité, la Siagne s'appelait l'Apron (Απρονα ποταμον).
Du néolithique, il subsiste de nombreuses traces sous forme d'habitats fortifiés (oppidum), tumulus, tombes en bloc, grottes habitées, grottes sépulcrales.
Les Ligures, puis les celto-ligures laissèrent une série d'ouvrages monumentaux (oppidums). Le fleuve faisait la frontière entre les peuples des Déciates, à l'est, et les Oxybiens, à l'ouest.
De la période romaine, en plus des traces d'habitats éparses, l'aqueduc de Mons à Fréjus captant l'eau du Neissoun (source vauclusienne de la Siagnole) est le monument le plus important, et il est encore en service sur ses 7 premiers kilomètres.
Par la suite de nombreux moulins hydrauliques (appelés usines), à rouets puis à roue, ont été installés sur tout le cours de la Siagne, ses affluents et leurs sous-branches : moulins à farine, à olives, à foulon, à plâtre, des papeteries, etc., seuls les moulins communaux de Mons-sur-la-Siagnole sont encore en état de fonctionnement après avoir été rachetés par leur meunier.
Du passé récent, on retrouve la trace de très nombreuses constructions en pierre sèche : cabanes, abris, agachons, cabanons, bergeries, cochonniers, aiguiers, citernes, glacières, puits, fours, fours à chaux, fours à poix, fours à cade, restanques, murs, murs à abeilles, calades, aires de battage, recavades, clos, enclos, garennes, lèques, apiès. [style à revoir]

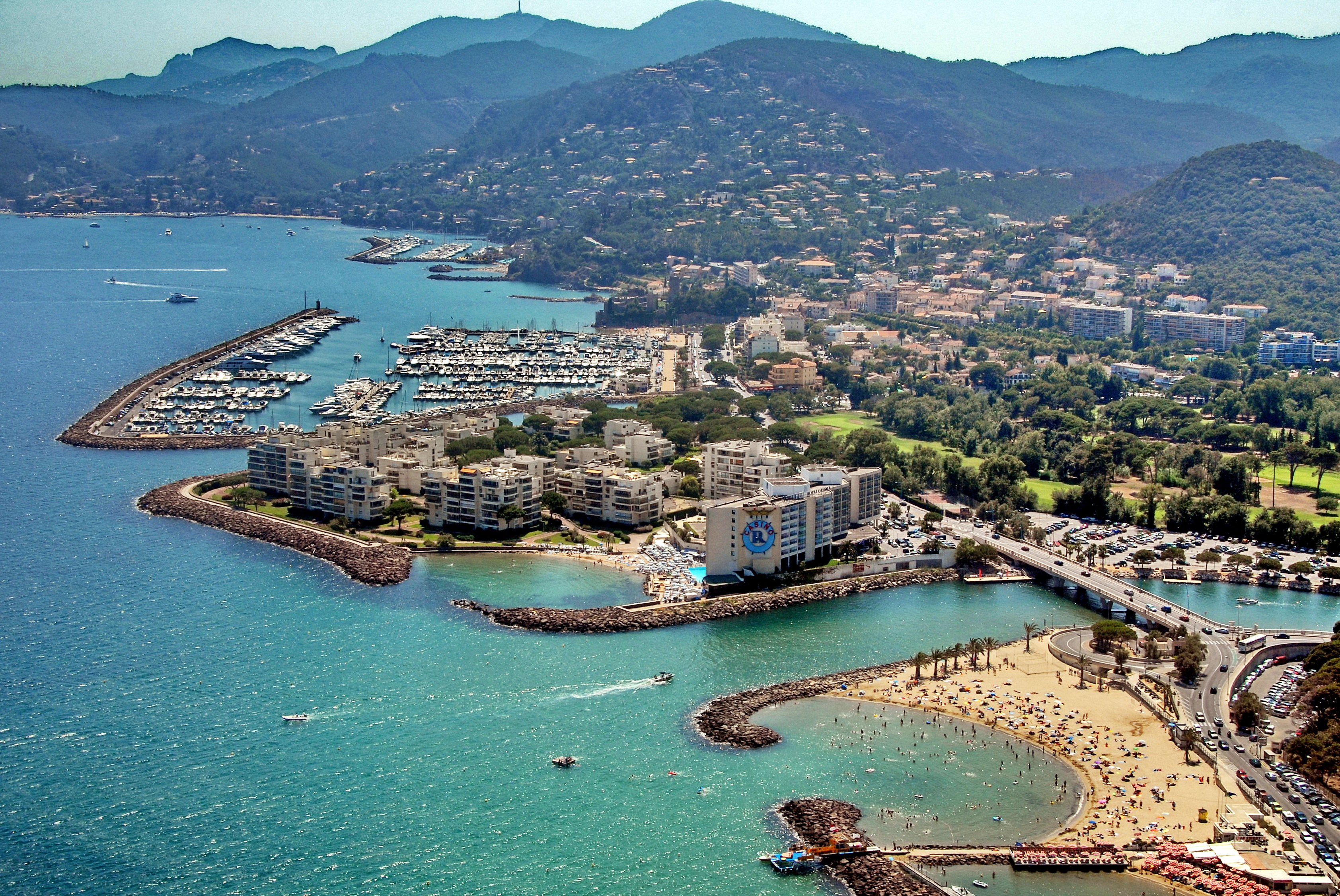

## Affluents

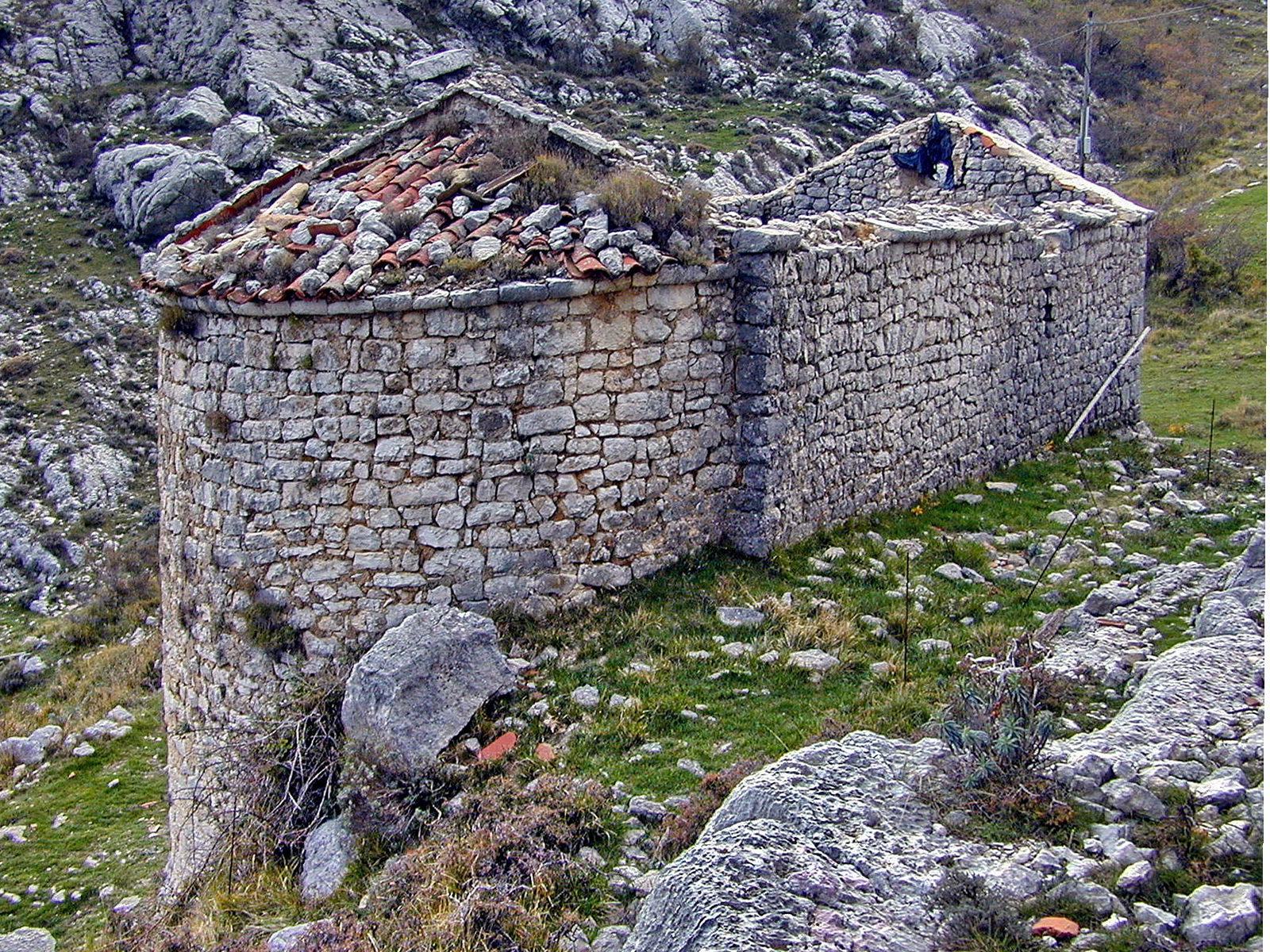
Chapelle et vallon Saint-Martin, riche en ammonites.

La Siagne a seize affluents référencés: 
- Le Vallon de la Colle (Y5511040)
- Le ruisseau de la Faye ou source de Nans (Y5511030)

- Le ruisseau du Vallon de Saint-Martin (Y5511060)
- Le Vallon de la Combe (Y5511120)
- La Siagne de la Pare ou Siagne de Mons, ou Siagnette, et 'rivière des Eaux Noires' (Y5510500)

- Le Miron (Y5510520)

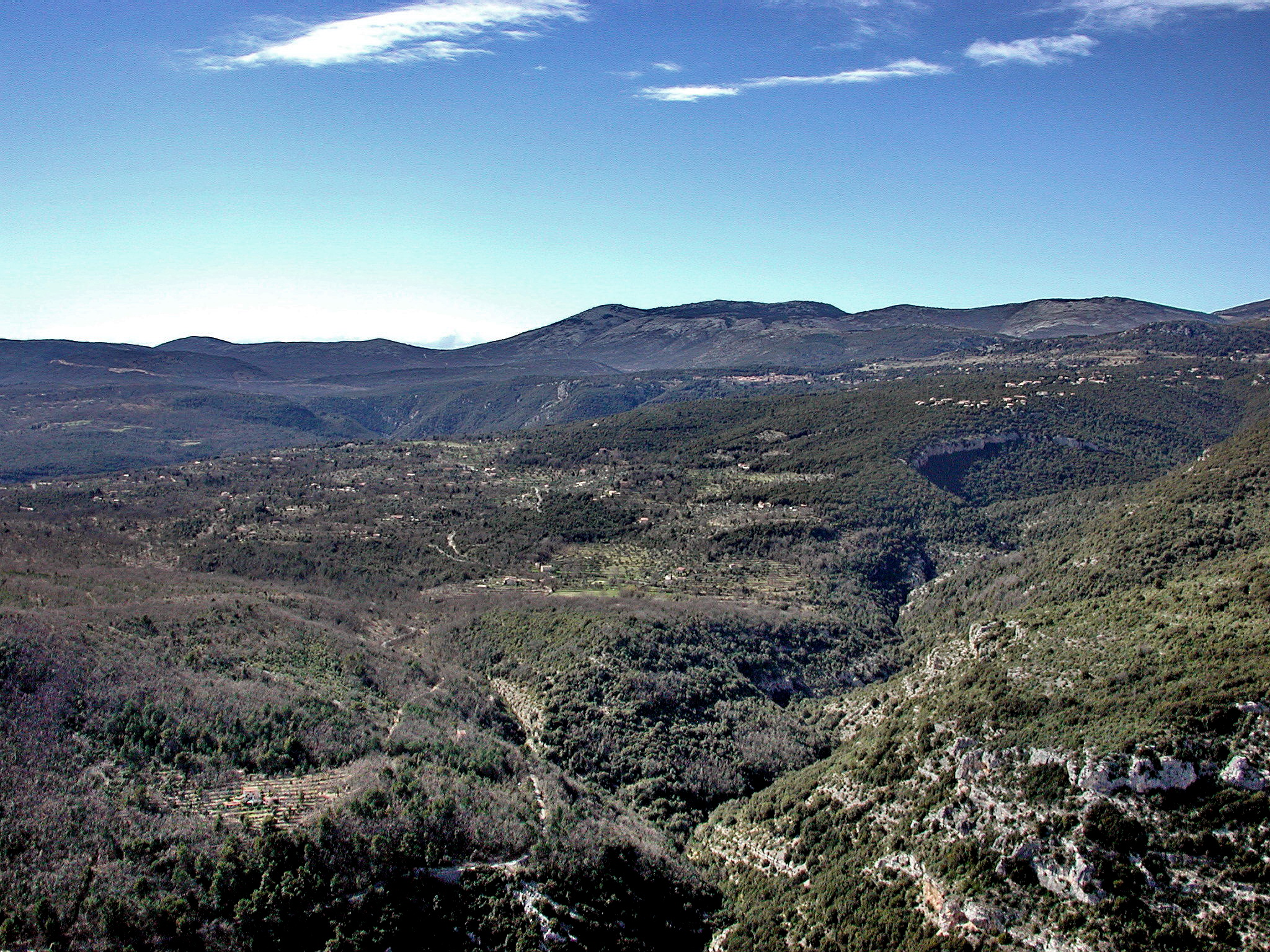
Le Vallon de Miron, de l'Aubarède, sous les Louquiers.
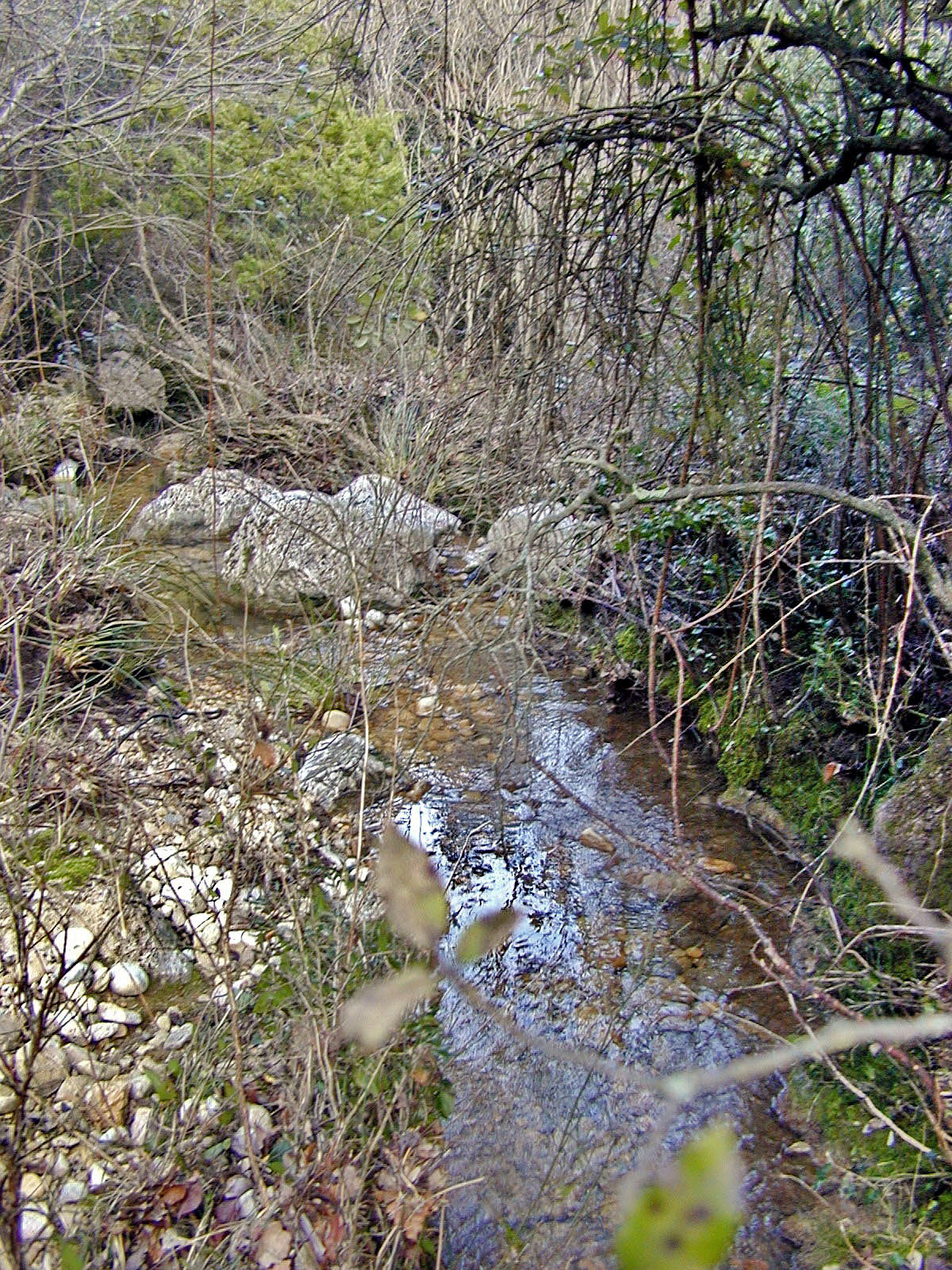
Le ruisseau de Miron.

- La Siagnole (et le Fil) (développé à part) Siagnole (Y5510540) ou Siagne Romaine[10].

- Le Vallon des Gourgs (Y5511340)
- La Font du Roure (Y5511360)
- Ruisseau de Vernatelle (Y5511380)
- Le Biançon (Y5520500), ou Riou Blanc ou Riou de Seillans (Y5520520), voir Lac de Saint-Cassien

- la Courraire rejointe par le Vallon du Haut-Serminier,

le vallon des Combes
la Camiole
Prend sa source à Tourrettes, longueur = 5 600 m, débit le 24-10-1843 : 61 l/s. Elle reçoit

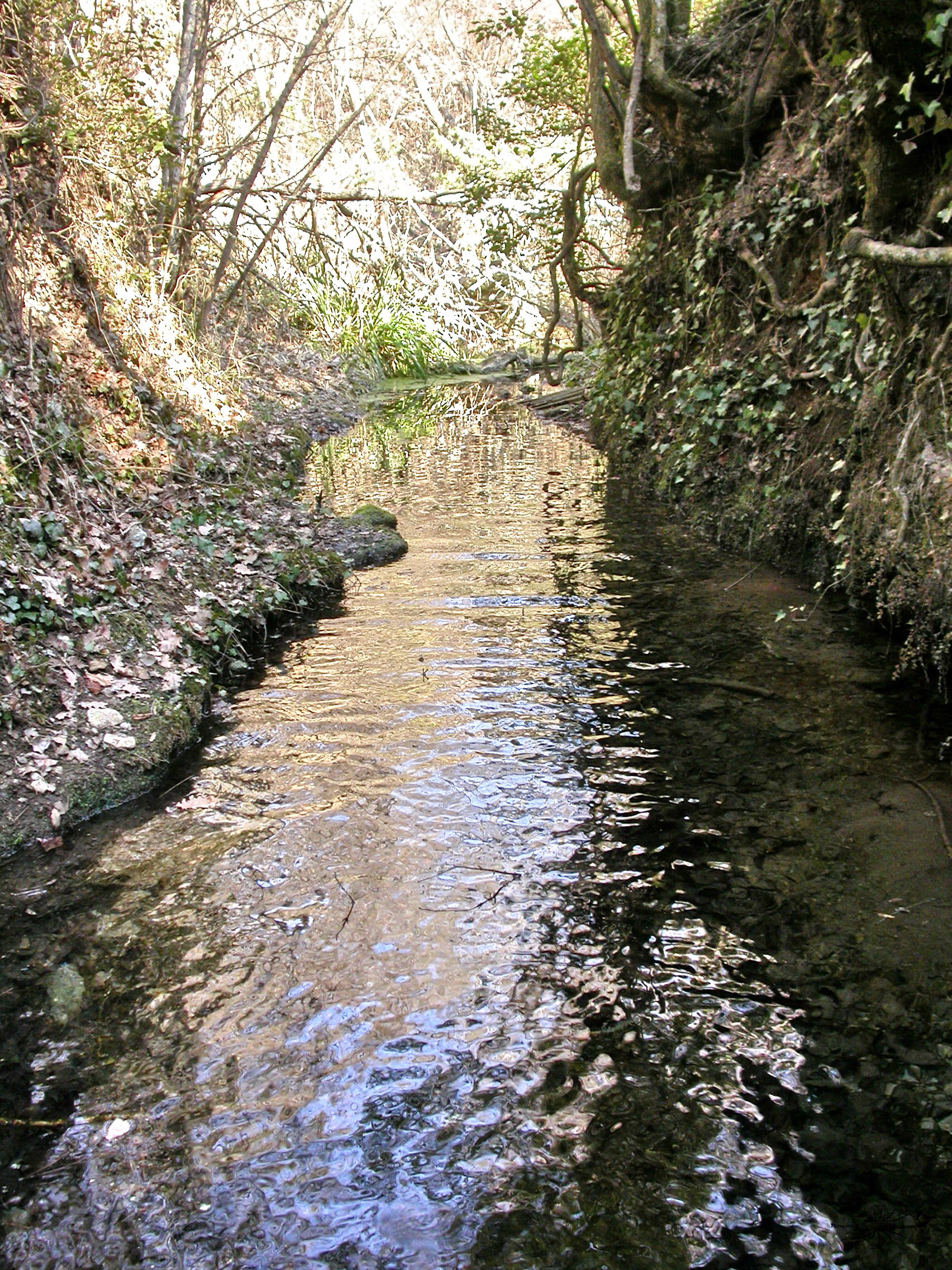
Vallon de Saint-Martin du Serminier (ou des Sources).

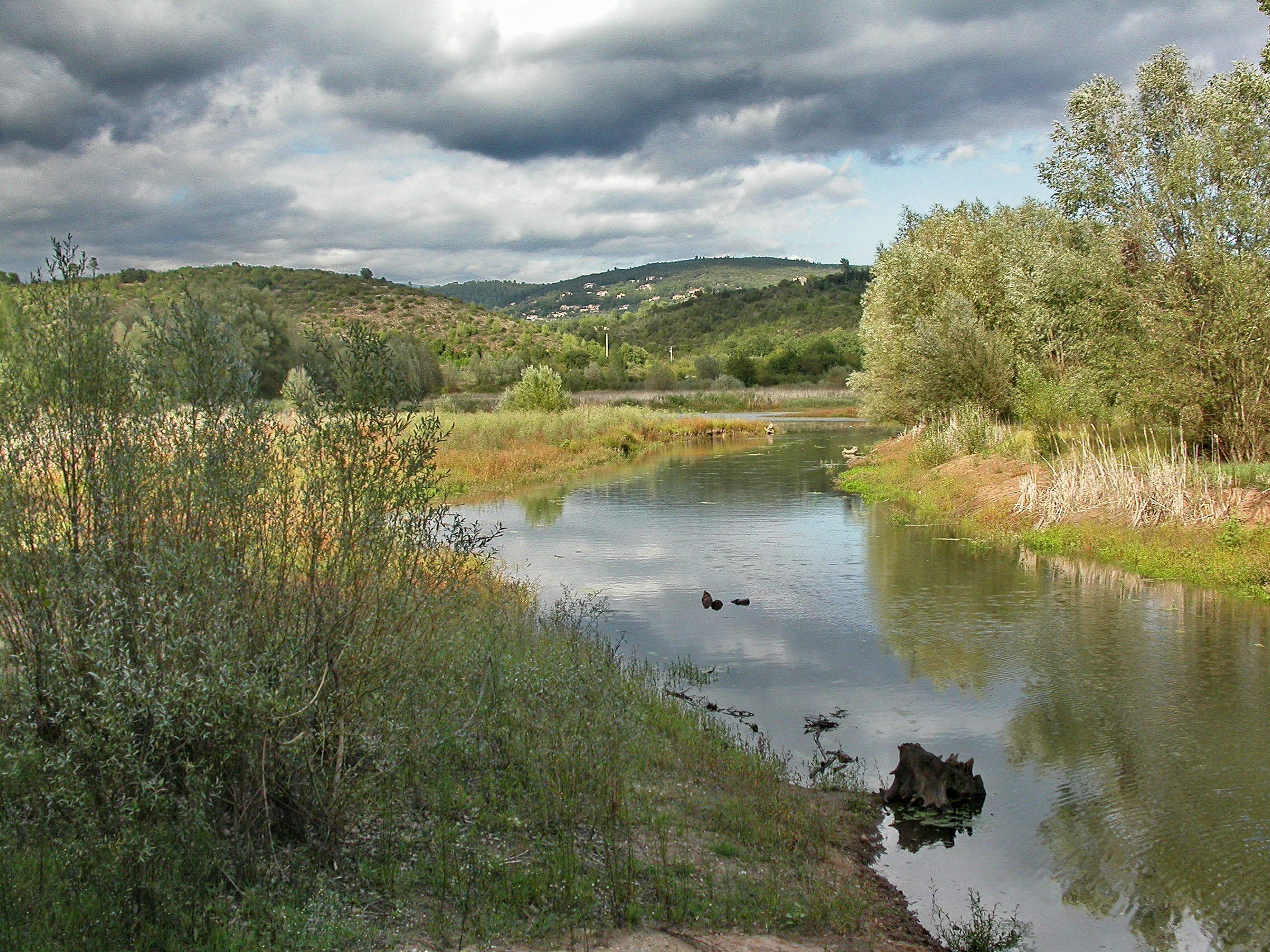
Vallon de la Carpénée à sa confluence avec le Biançon à Fondurane.

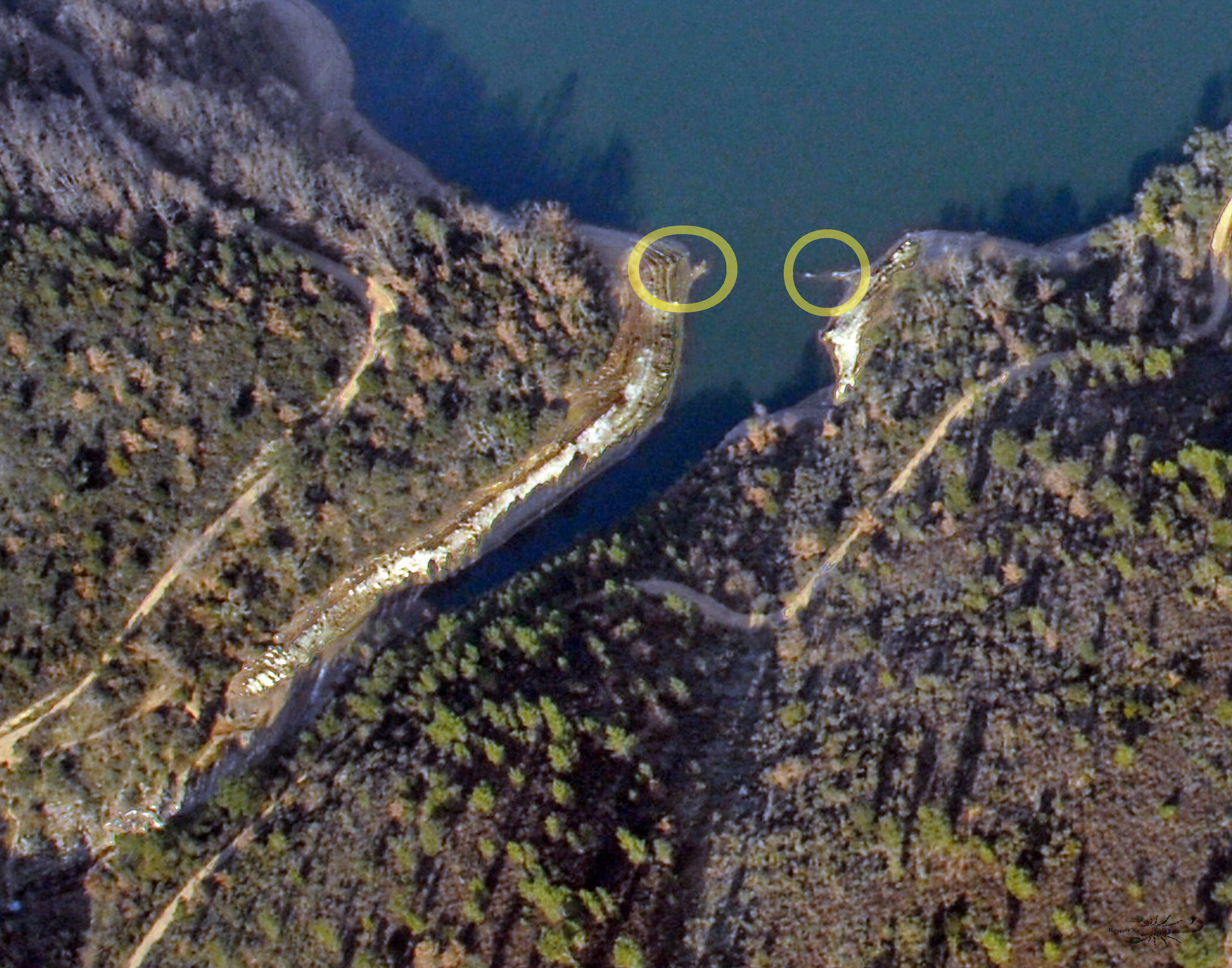
Vallon de Larquet avec ses ruines de l'aqueduc de Fréjus.

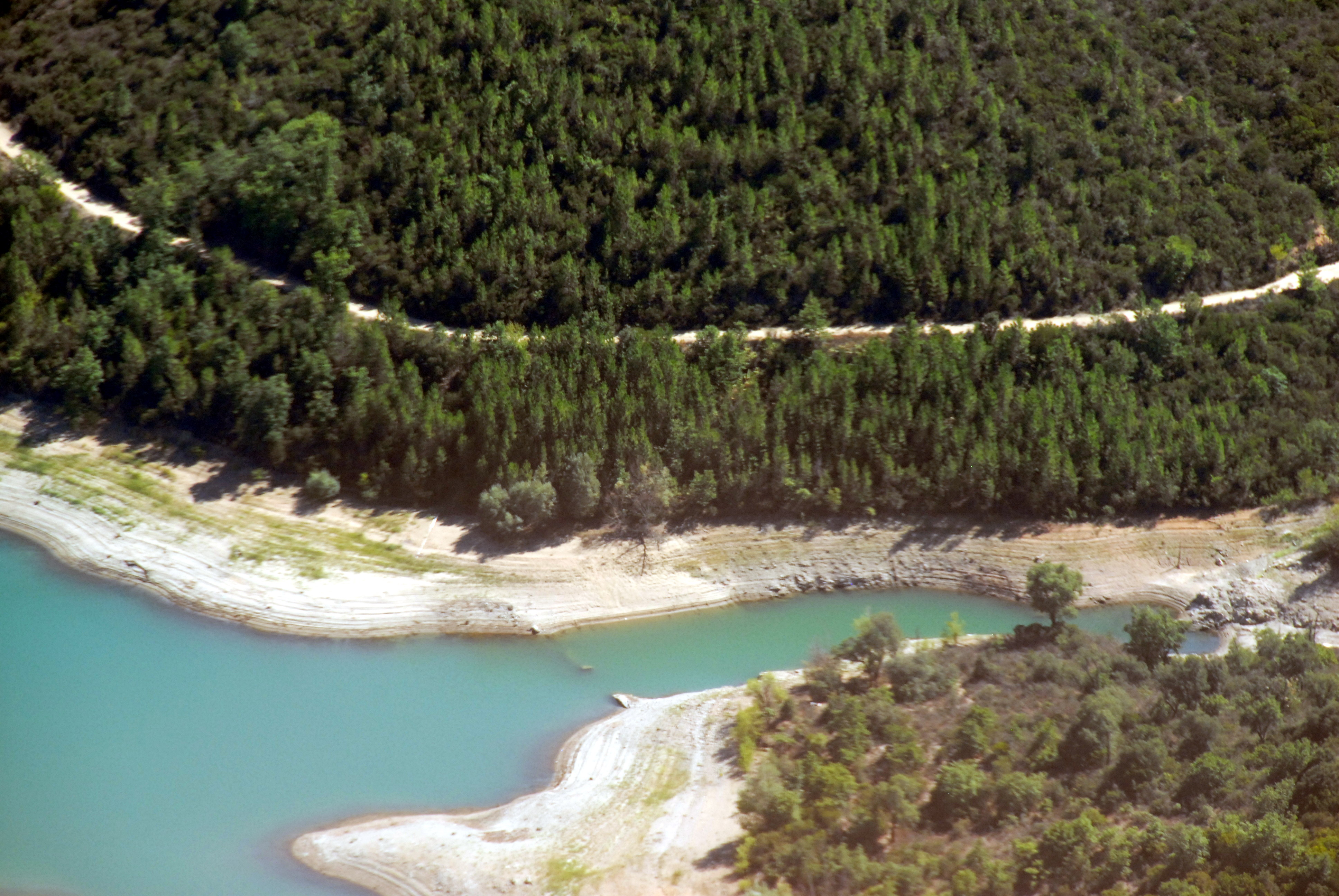
Vallon des Coulombons (ou Castagnier) avec ses ruines de l'aqueduc de Mons à Fréjus.

le vallon de Saint-Martin du Serminier
le vallon de la Carpénée (Y551380)
Reçoit le Vallon de l'hubac de Peillon,
le vallon de Gaudon
 le vallon de Laquet (Y5521420)
 le vallon de Castanier (ou des Coulombons)
la rivière des Vaux (Y5520580)

## Hydrologie
La Siagne est un petit fleuve relativement bien fourni toute l'année, dont le niveau varie selon les pluies.

### La Siagne à Pégomas
Son débit a été observé sur une période de 41 ans (1967-2007), à Pégomas, peu en amont de Cannes et donc non loin de son embouchure dans la mer. Le bassin versant du fleuve y est de 515 km2, c'est-à-dire sa presque totalité.
Le module du fleuve à Pégomas est de 8,75 m3/s.
La Siagne présente des fluctuations saisonnières pouvant se résumer en un régime à deux périodes. Les hautes eaux débutent en octobre et continuent jusqu'en mai inclus. Elles portent le débit mensuel moyen à un niveau situé entre 9,75 et 14,1 m3/s, avec un léger sommet en novembre suivi d'une très légère baisse en décembre, et un second sommet en janvier. Dès la fin du mois de mai s'amorce la descente assez rapide vers les basses eaux d'été qui mènent à l'étiage de juillet-août avec un minimum moyen minimal de 1,82 m3/s en août, ce qui reste encore assez appréciable. Au total, les oscillations saisonnières ne sont pas trop importantes. Cependant les fluctuations de débit peuvent être beaucoup plus prononcées sur de plus courtes périodes.

### Étiage ou basses eaux
Le VCN3 peut chuter jusque 0,39 m3/s, en cas de période quinquennale sèche, ce qui n'est pas très sévère dans le Midi.

### Crues

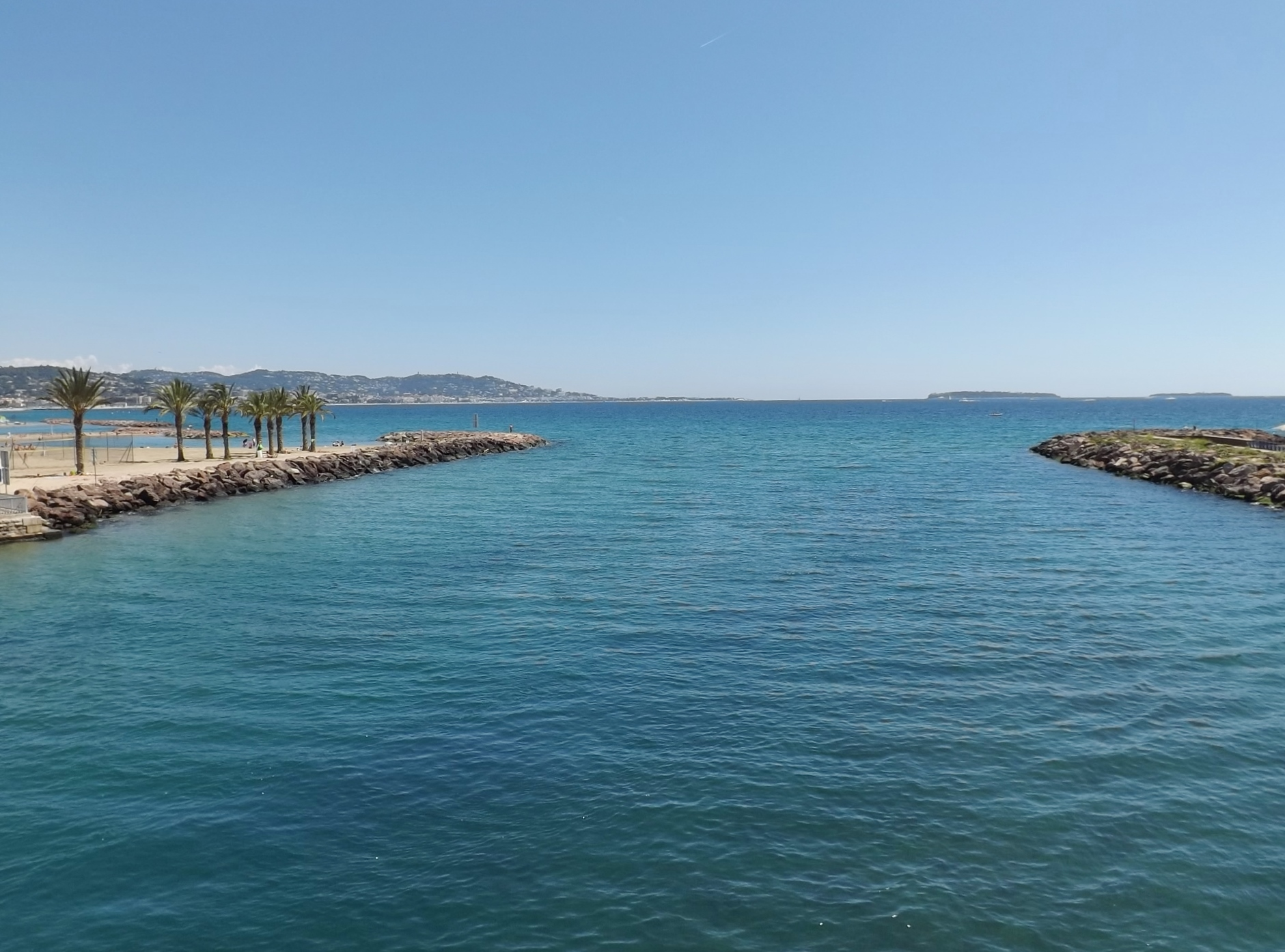
Niveau de la Siagne à son embouchure.

Comme presque partout en Provence, les crues peuvent être importantes, relativement à son envergure de petit fleuve à bassin réduit. Les QIX 2 et QIX 5 valent respectivement 140 et 210 m3/s. Le QIX 10 est de 250 m3/s et le QIX 20 de 290 m3/s. Quant au QIX 50, il se monte à 350 m3/s. Cela signifie que, par exemple, tous les deux ans, l'on doit s'attendre à une crue de l'ordre de 140 m3/s, et tous les dix ans une crue de 250 m3/s doit statistiquement survenir.
Le débit instantané maximal enregistré a été de 382 m3/s le 12 janvier 1996, tandis que le débit journalier maximal se montait à 314 m3/s le même jour. En comparant cette valeur avec l'échelle des QIX du fleuve, il apparaît que cette crue était plus importante que la crue cinquantennale calculée (QIX 50) et donc exceptionnelle.

### Lame d'eau et débit spécifique
Au total, la Siagne est un petit fleuve relativement abondant. La lame d'eau écoulée dans son bassin versant est de 537 millimètres annuellement ce qui est élevé, valant nettement plus que la moyenne d'ensemble de la France tous bassins confondus, mais un peu inférieur à la lame de la totalité du bassin du Var son voisin par exemple (553 millimètres par an). Le débit spécifique du fleuve (ou Qsp) atteint 17 litres par seconde et par kilomètre carré de bassin.

## Aménagements de la Siagne

### Moulins usines, papeteries, scieries sur la Siagne
En 1855, le cadastre répertoriait 1 194 moulins dans le Var.
Pendant au moins deux siècles, l'eau, souvent rebaptisée houille blanche, représentait la principale source d'énergie, et la moins chère : ainsi les moulins, alors baptisés usines, se sont multipliés le long du moindre cours d'eau sous la poussée des communes et des particuliers. Ces moulins ne consommaient guère d'eau, mais leurs biefs d'alimentation servaient aussi à fournir l'eau d'irrigation aux champs avoisinants. il s'est ensuivi une surconsommation jamais maîtrisée. Les périodes de sécheresse aggravent actuellement cette situation et de nombreux cours ont tendance à se fossiliser, mettant au chômage bien des braconniers de la truite ou de l'écrevisse…
Moulins à (1) = farine, (2) = olives, (3) = plâtre, 4 = ressence, (5) = à foulons, (6) = forges
À Escragnolles, en rive droite :
- 1 moulin (1),

À Saint-Vallier-de-Thiey, en rive gauche : au sieur Ollivier :
- 2 moulins (1)

À Callian, en rive droite : au Dr Maure :
- 3 moulins (1), 1 ressence, 1 papeterie,

À Saint-Cézaire-sur-Siagne, en rive gauche : au sieur Amic :
- 2 moulins (1), 2 moulins (2), 1 ressence,

À Montauroux, en rive droite :
- 2 moulins (1), au sieur Fabre :
- 2 moulins (2), au sieurs Imbert, Comte et Poule :
- 1 ressence,

Au Tignet, en rive gauche : à Mme de Navaille :
- 2 moulins (1), 1 moulin (2), 1 papeterie, 1 scierie,

À Tanneron, en rive droite : au sieur Maubert :
- 1 moulin (1), 1 scierie,

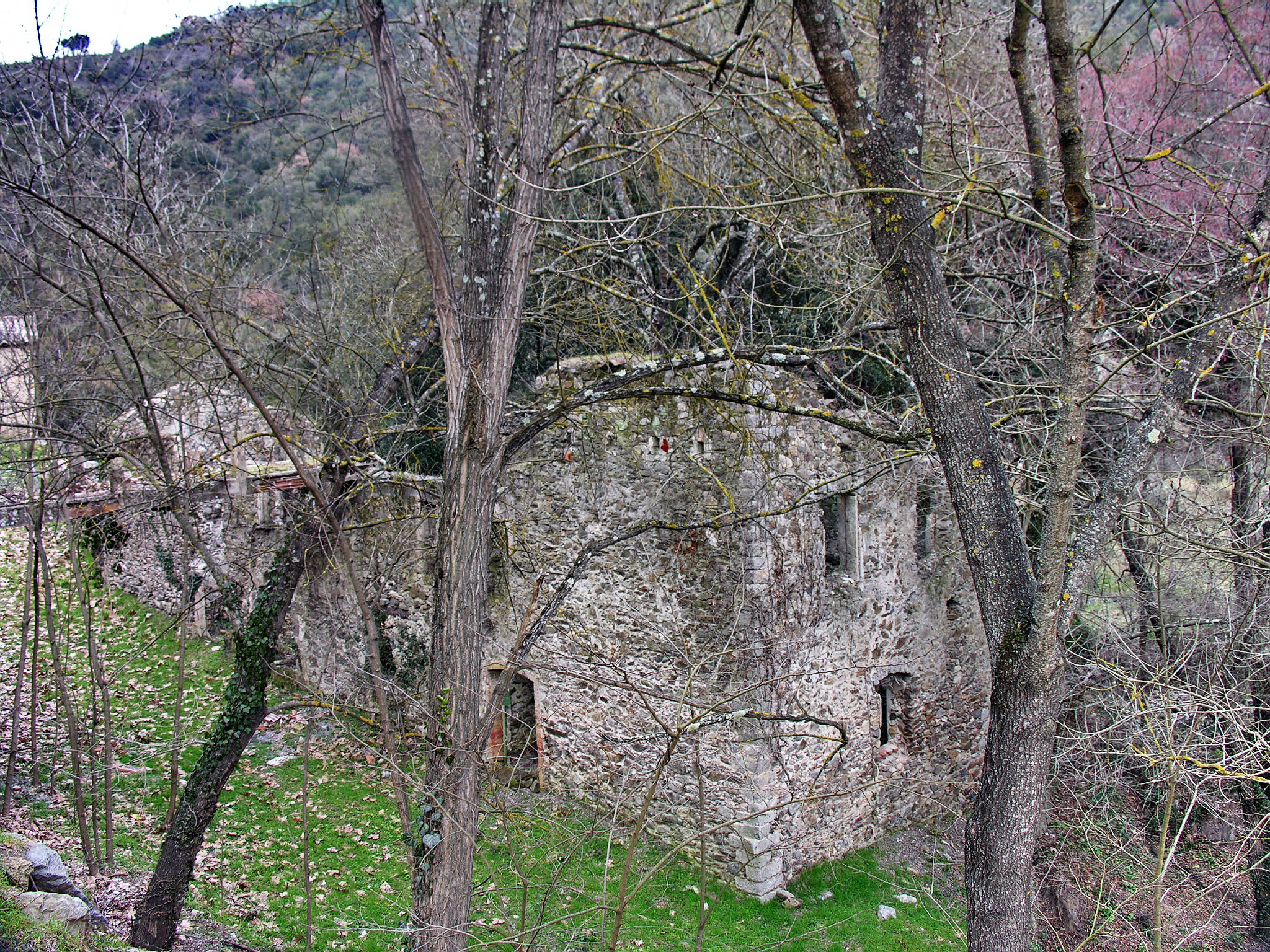
Ruines du moulin de Saint-Cassien à Tanneron.

À Auribeau-sur-Siagne, en rive gauche : aux sieurs de Drée et Maganosc :
- 1 moulin (1), 1 moulin (2), 1 scierie,

À Pégomas, en rive gauche, au sieur Ricord, dénommés les moulins de l'Abadie :
- 4 moulins (1), 1 scierie

### Barrages, captures sur la Siagne
- Capture du canal de la Siagne,
- Usine hydro-électrique des Malines à Saint-Cézaire,
- Capture du canal d'alimentation de lac de Saint-Cassien à Saint-Cézaire (Veirachon),
- Capture de l'usine des eaux à Auribeau,
- Capture de l'Écluse à Pégomas,
- Canal de Meayne depuis la Roquette-sur-Siagne
- Gué de Mandelieu-la-Napoule, où en 405 se noya Galla la femme d'Eucher, évêque de Lyon (qui mourut probablement en 449 et fut ensuite canonisé.)

### Canaux, biefs, béalières sur la Siagne
- Aqueduc de Mons à Fréjus
- Canal de la Siagne

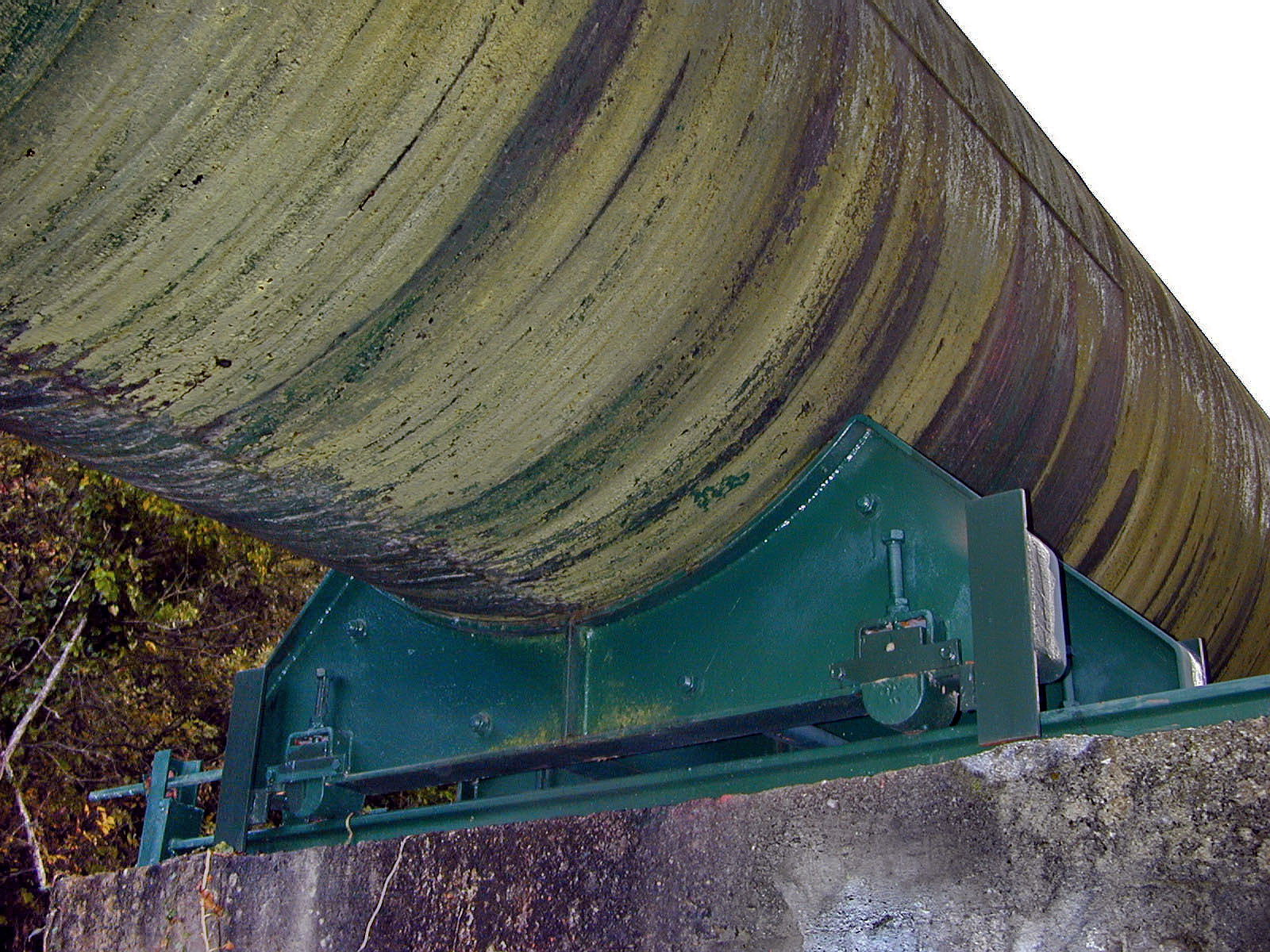
Conduite initiale.
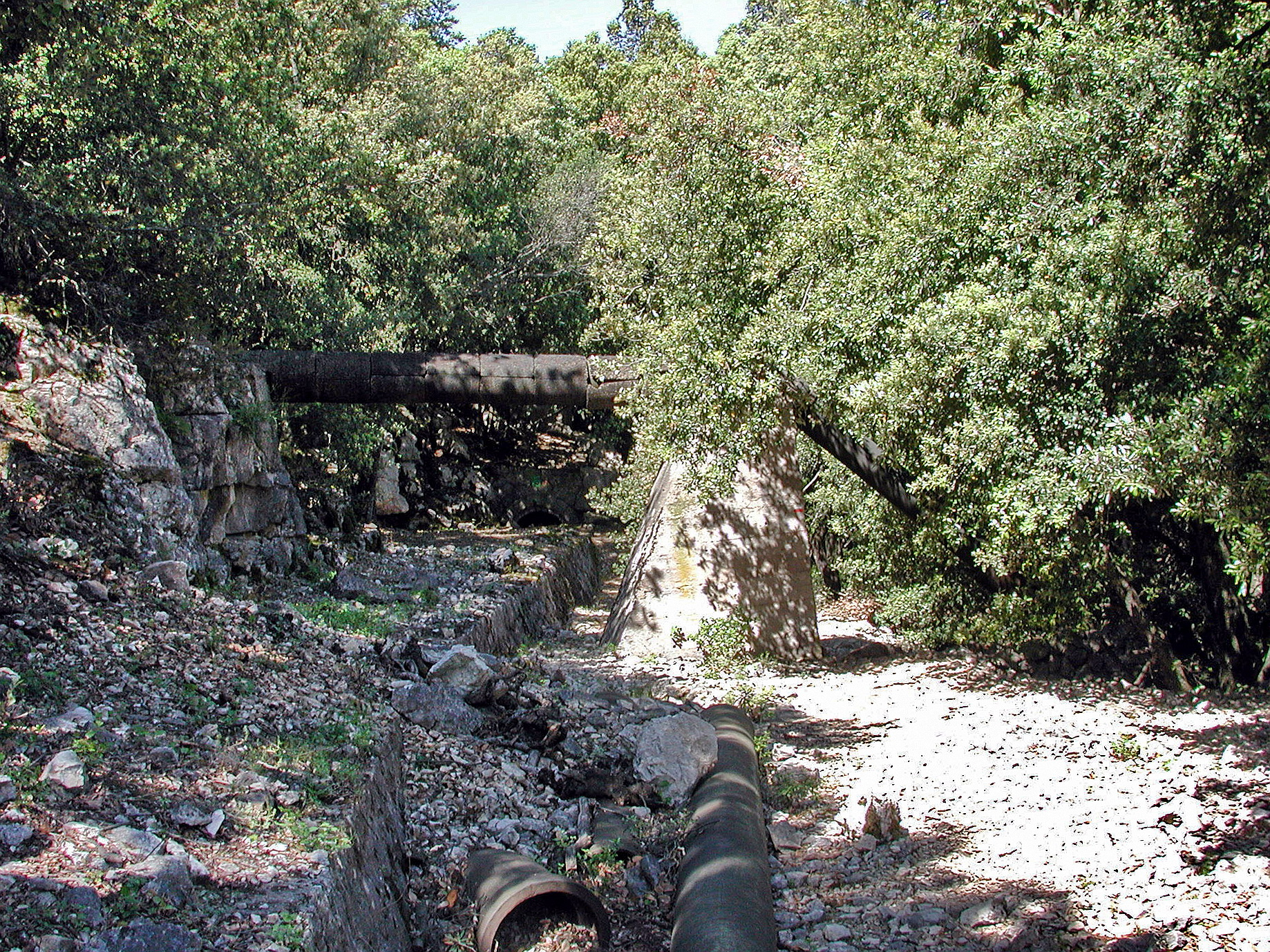
Croisement du canal de la Siagne et du Belletrud au Rousset.
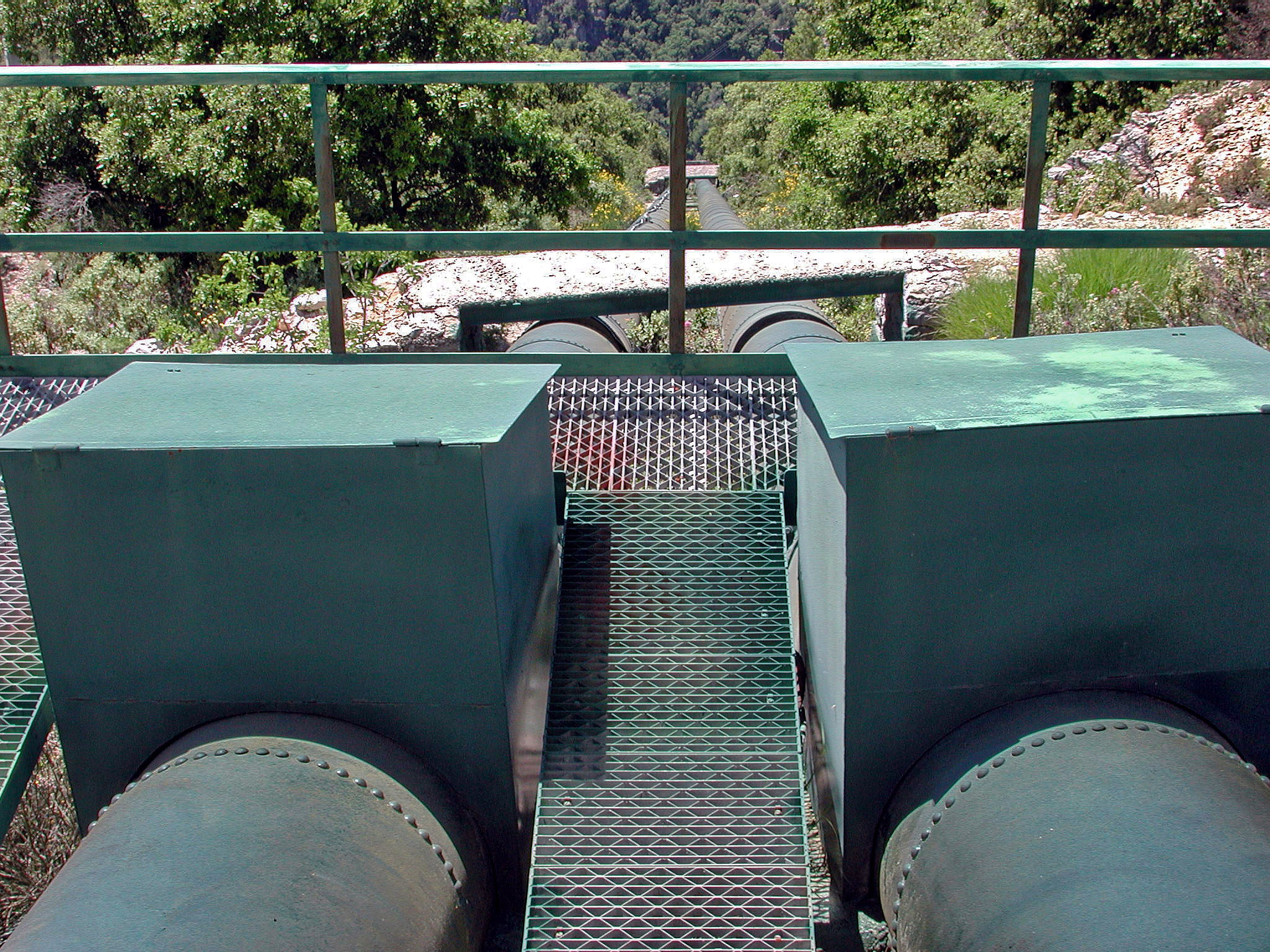
Conduite forcée des « Bassins » (976 marches de dénivelé + un toboggan).
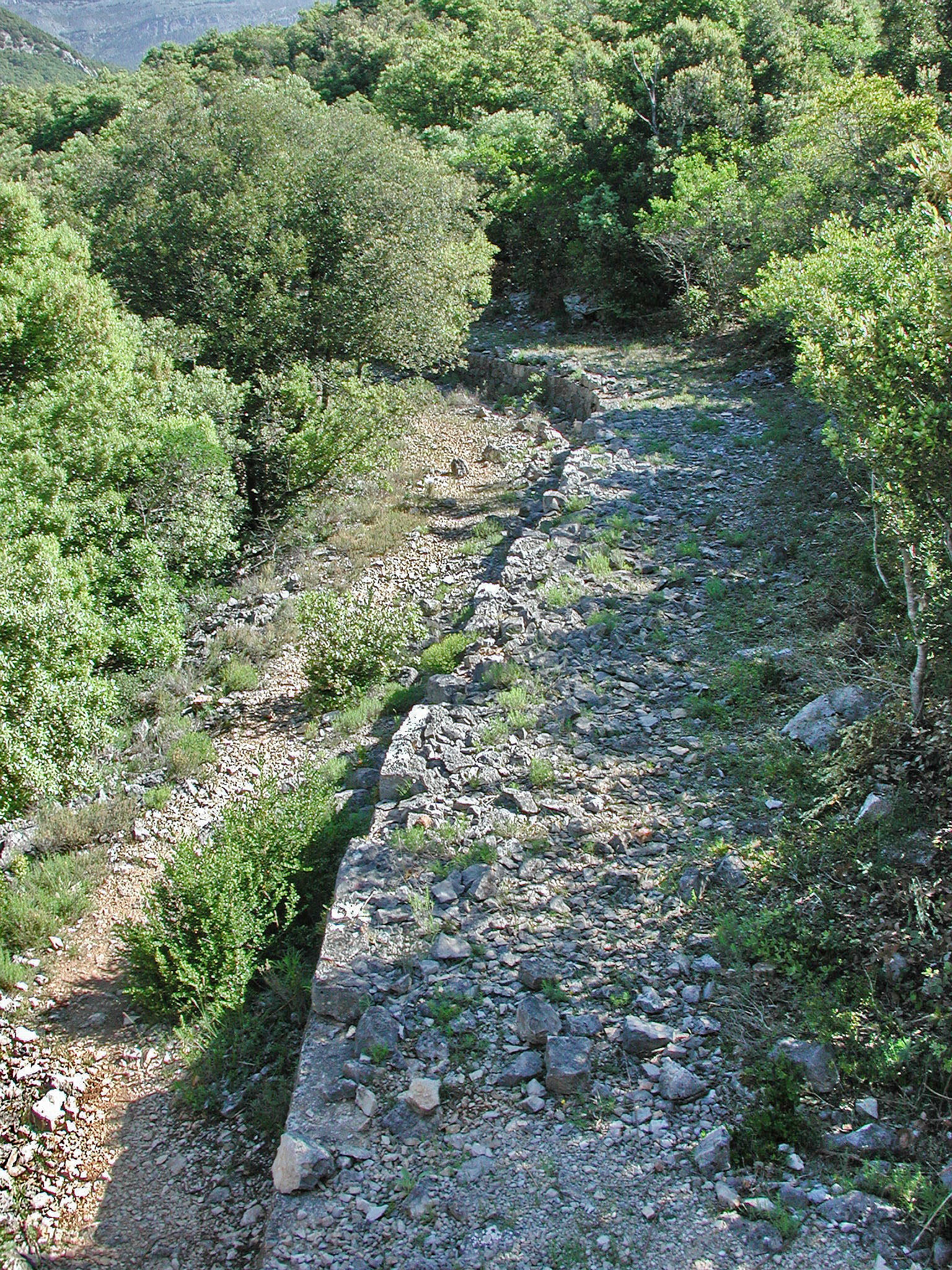
Canal de la Siagne couvert.
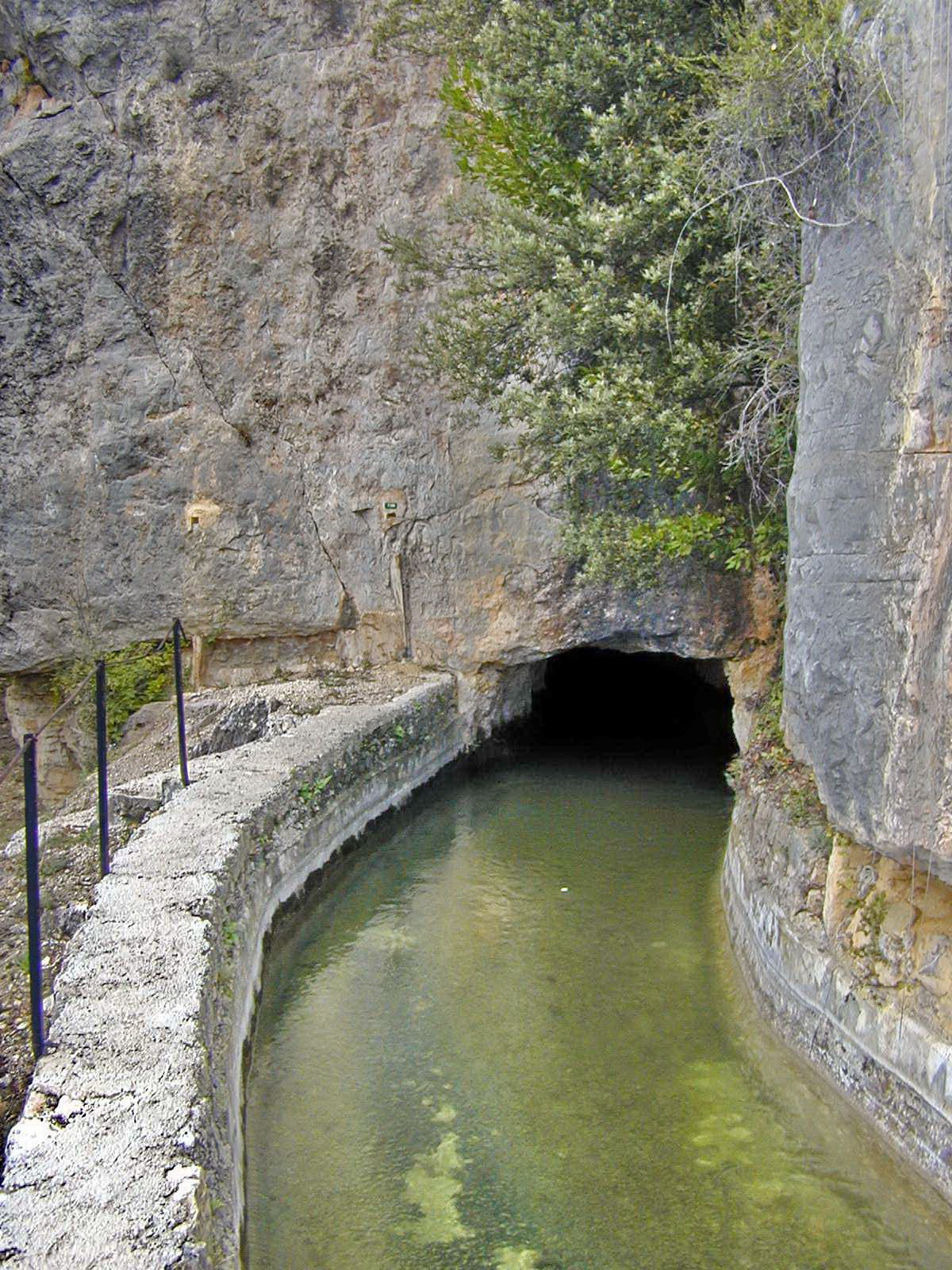
Canal de la Siagne en tunnel.
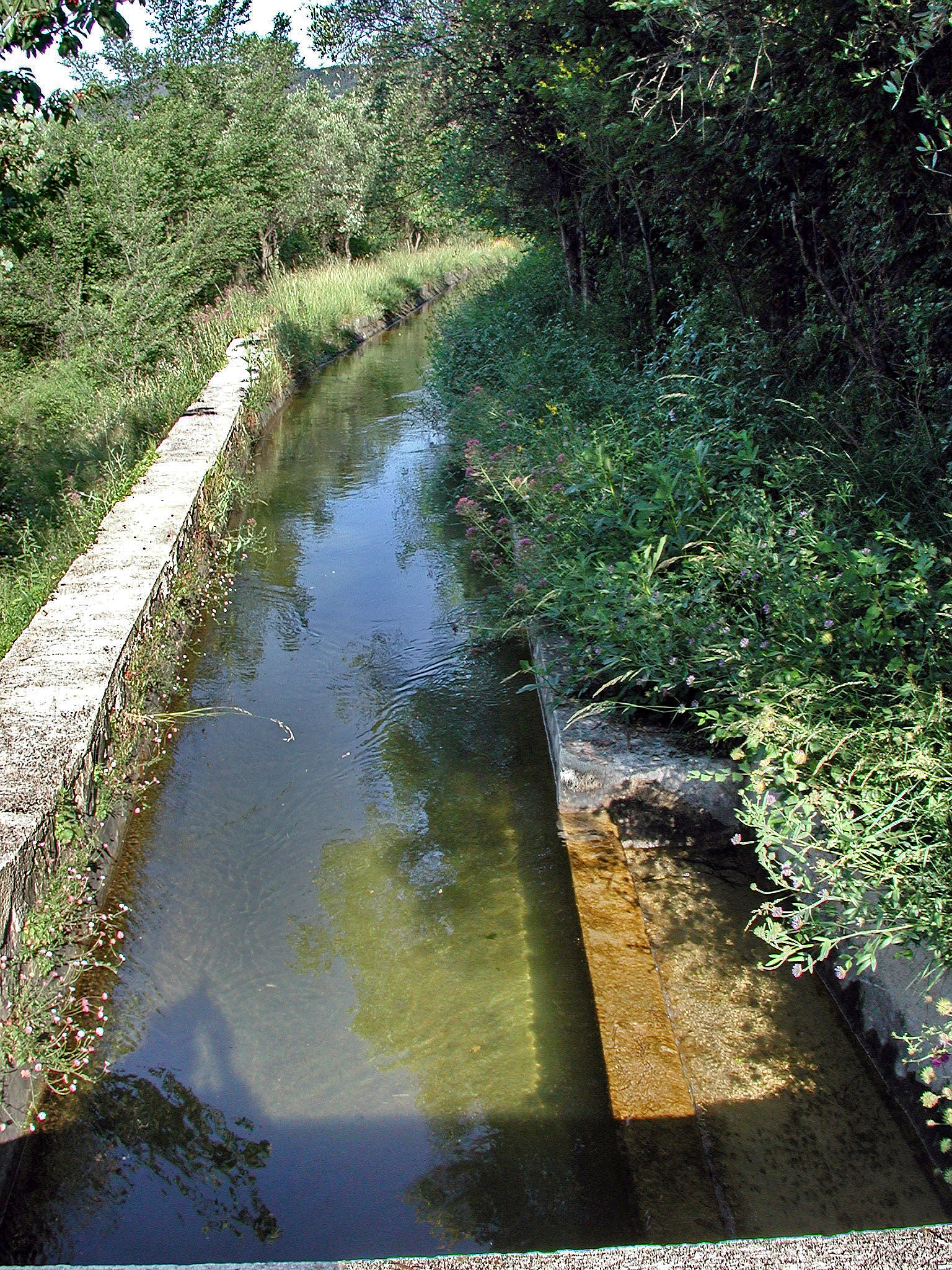
Canal de la Siagne ouvert.
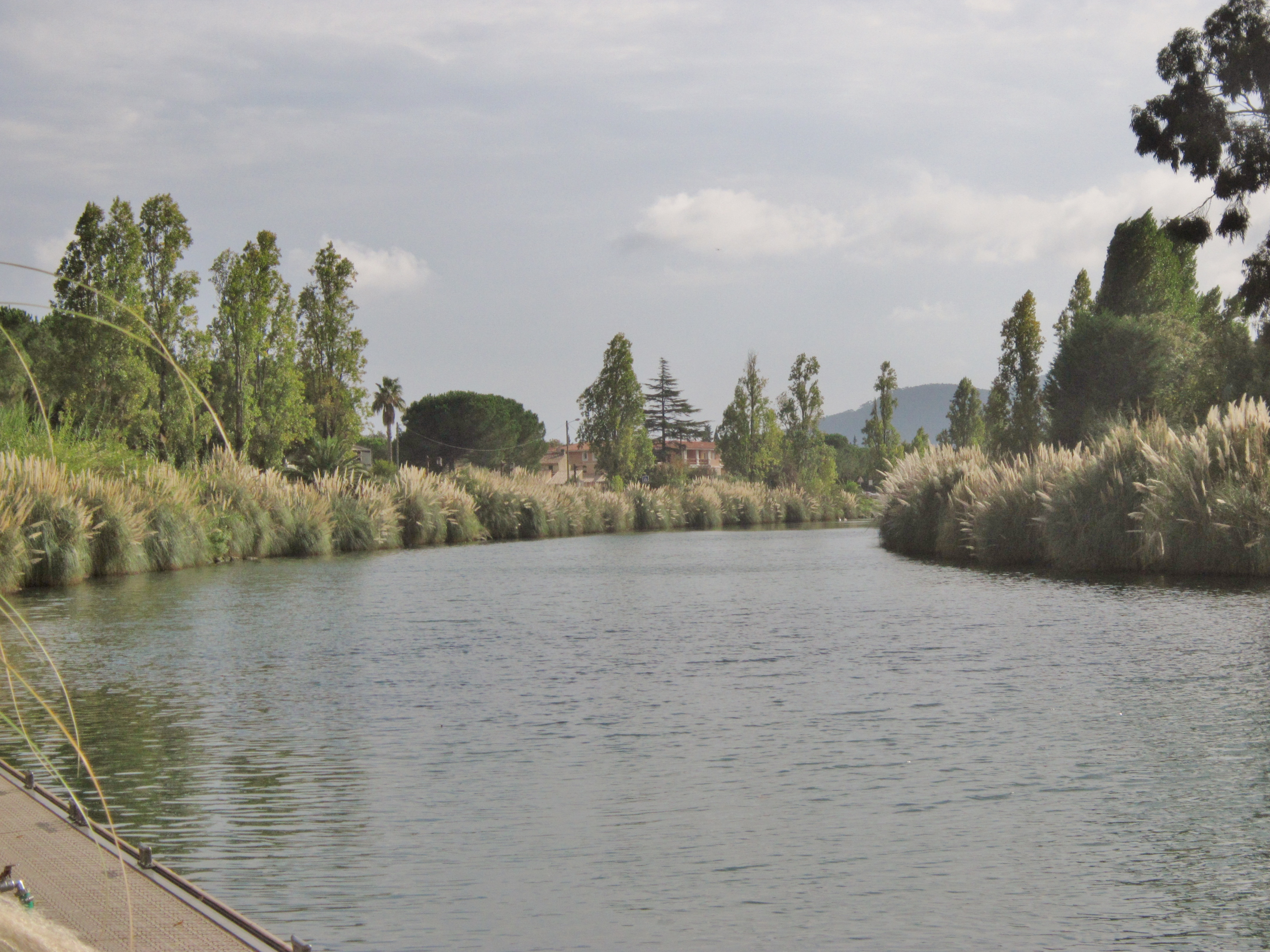
La Siagne canalisée à La Napoule (ses berges sont envahies par des Herbes de la pampa).

- Canal de Belletrud
- Canal du Béal (Pégomas, Mandelieu)
- Canal de Meayne : de la Roquette sur Siagne, vers le Béal
- Bief et papeterie du Rey de Siagne
- Bief du moulin des Ajustadous
- La Siagne canalisée dans sa partie aval (à La Napoule)

### Autres
Le parcours du Golf Club Old Course de Cannes - Mandelieu sur les deux rives de la Siagne à son embouchure. Le passage des joueurs d'une rive à l'autre se fait par bac.

## Environnement: les gorges

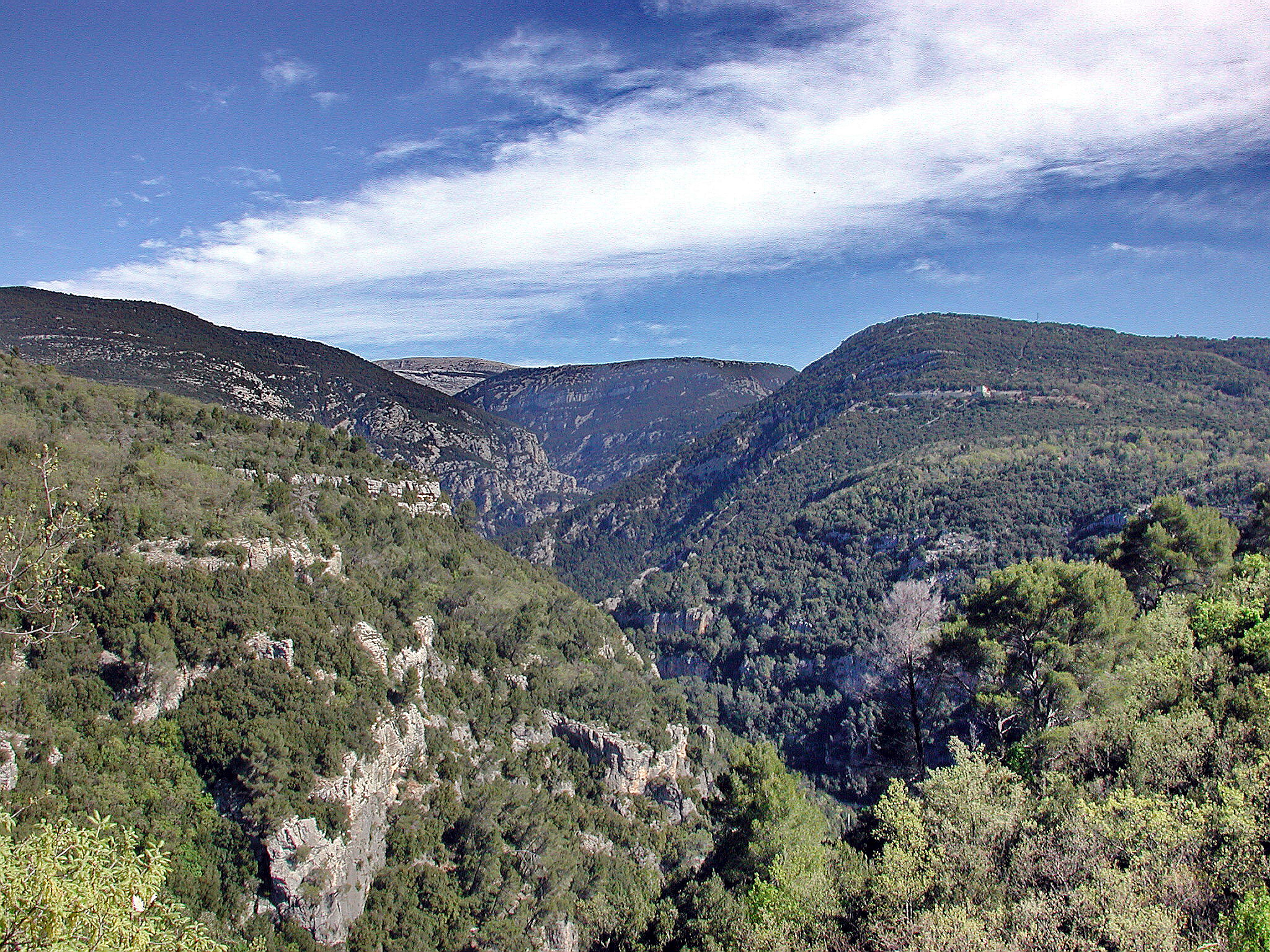
Les Gorges de la Siagne : sur la droite, le bois des Malines.

Les gorges de la haute Siagne présentent de nombreuses curiosités tels que des grottes, ruines de moulins, scieries ou  habitats fortifiés sur les sommets. Elles peuvent être traversées en voiture par les routes suivantes : 
- Accès par Saint-Cézaire-sur-Siagne : par la D105,
- Accès par Callian : par la D96,
- Accès par Mons : par la D656.

Ces trois routes se rejoignent au Pont de Siagne, juste en aval de l'usine hydroélectrique, près de la résurgence de la Foux, des grottes de la Combrière et des peintures, en rive droite, et des grottes de Pâques (réseau très important).

### Grottes
À Saint-Cézaire-sur-Siagne :
- La Grande Baume : UTM32 : x = 0364532, y = 4890340, z = 590

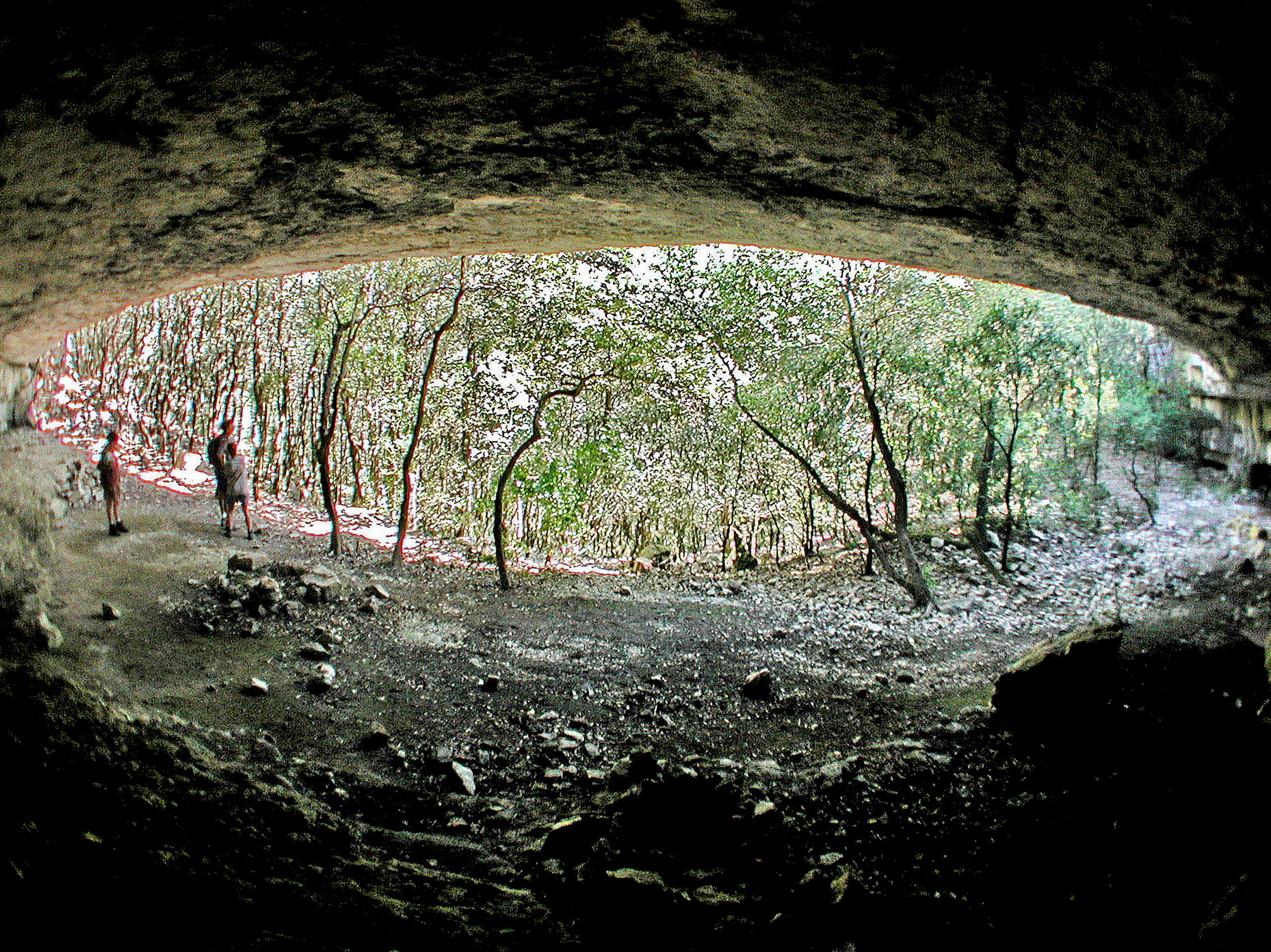
Grande baume des Malines.
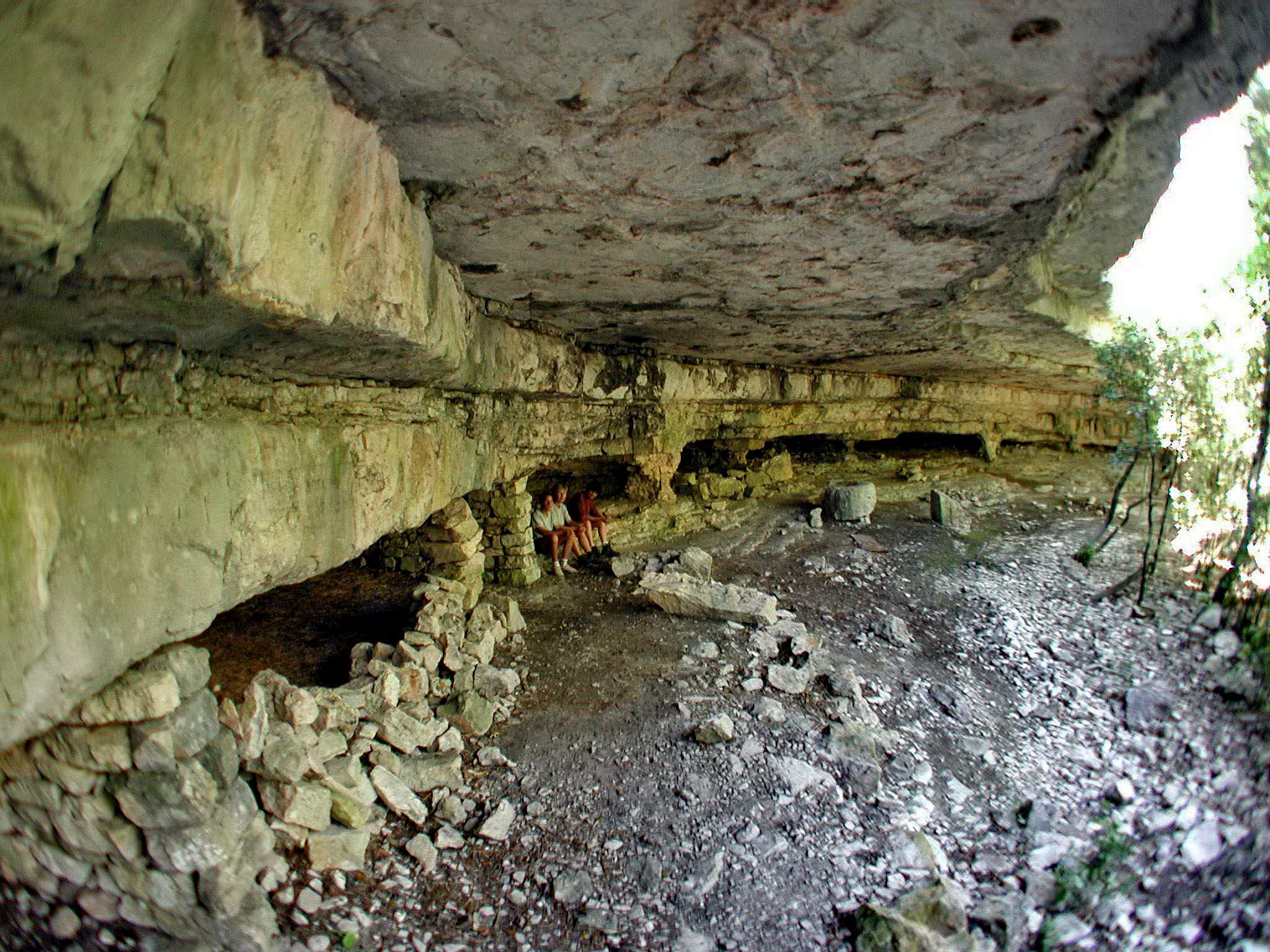
Grande baume des Malines.
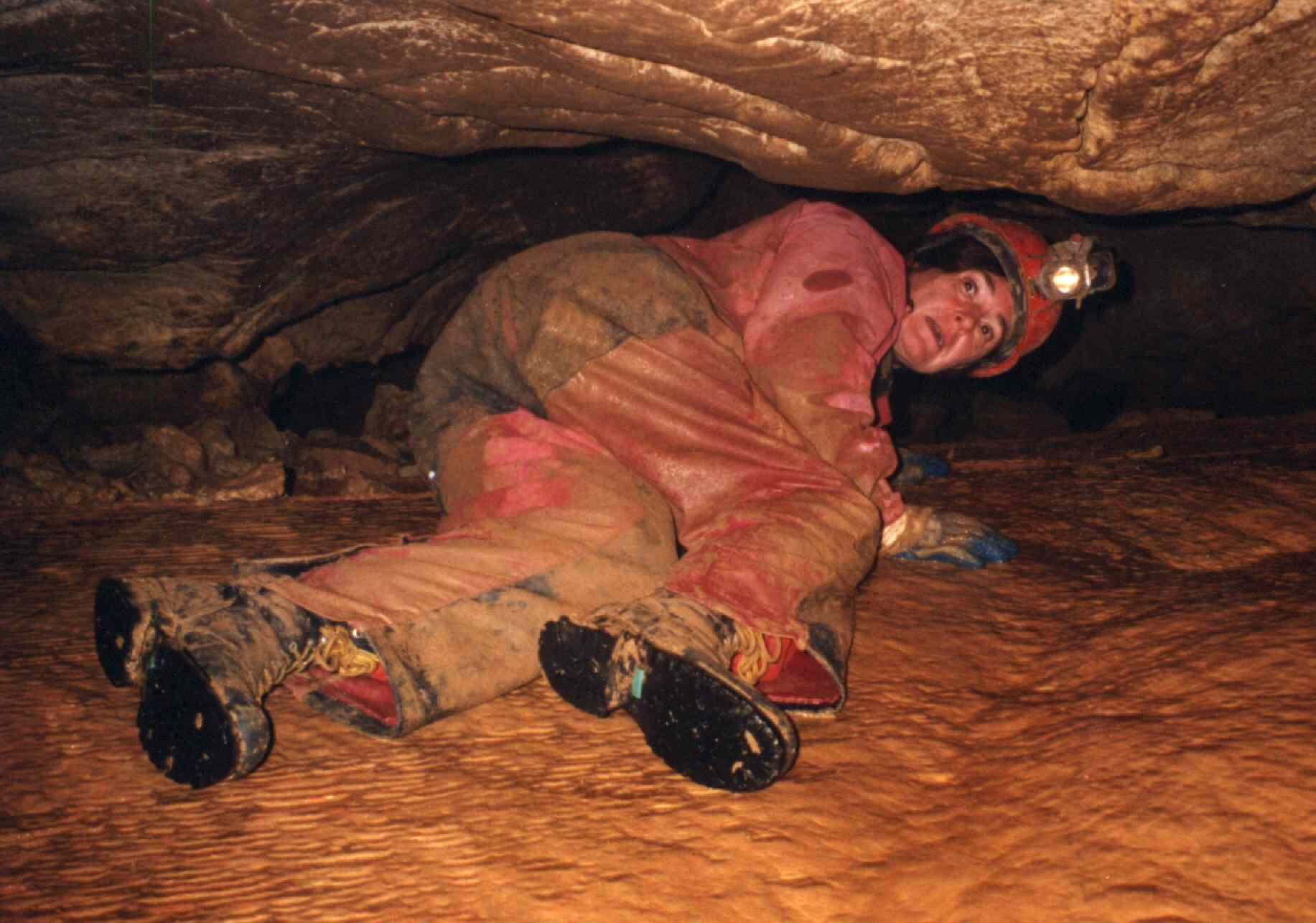
Grotte de Pâques à Saint-Cézaire-sur-Siagne.

- Pâques (RG) et son très important réseau : UTM32 : x = 0319633, y = 4897694, 356,

- Foux (RG) : UTM32 : x = 0319555, y = 4837419, z = 256

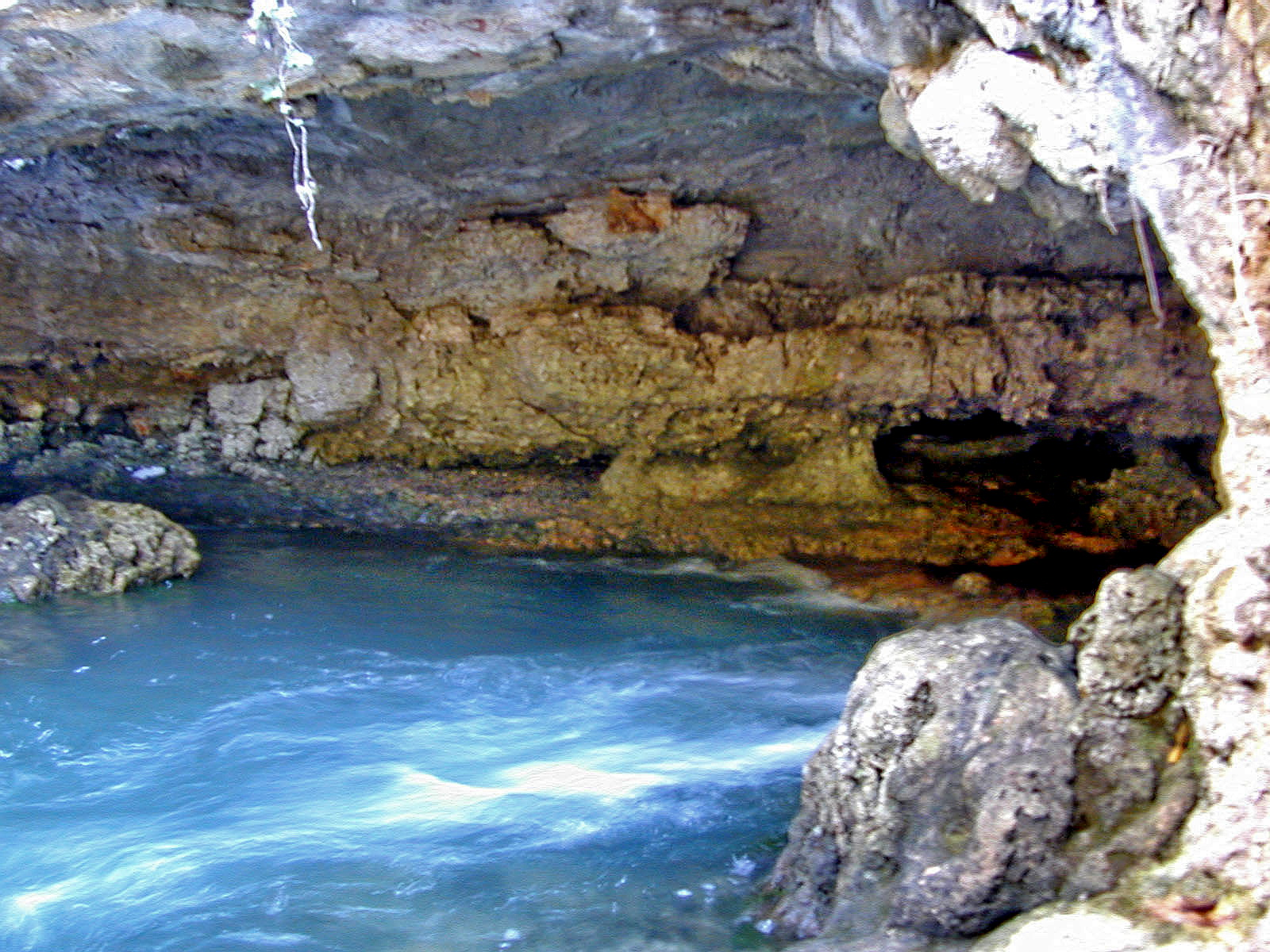
Grotte-exsurgence de la Foux de Saint-Cézaire, après un orage intense.
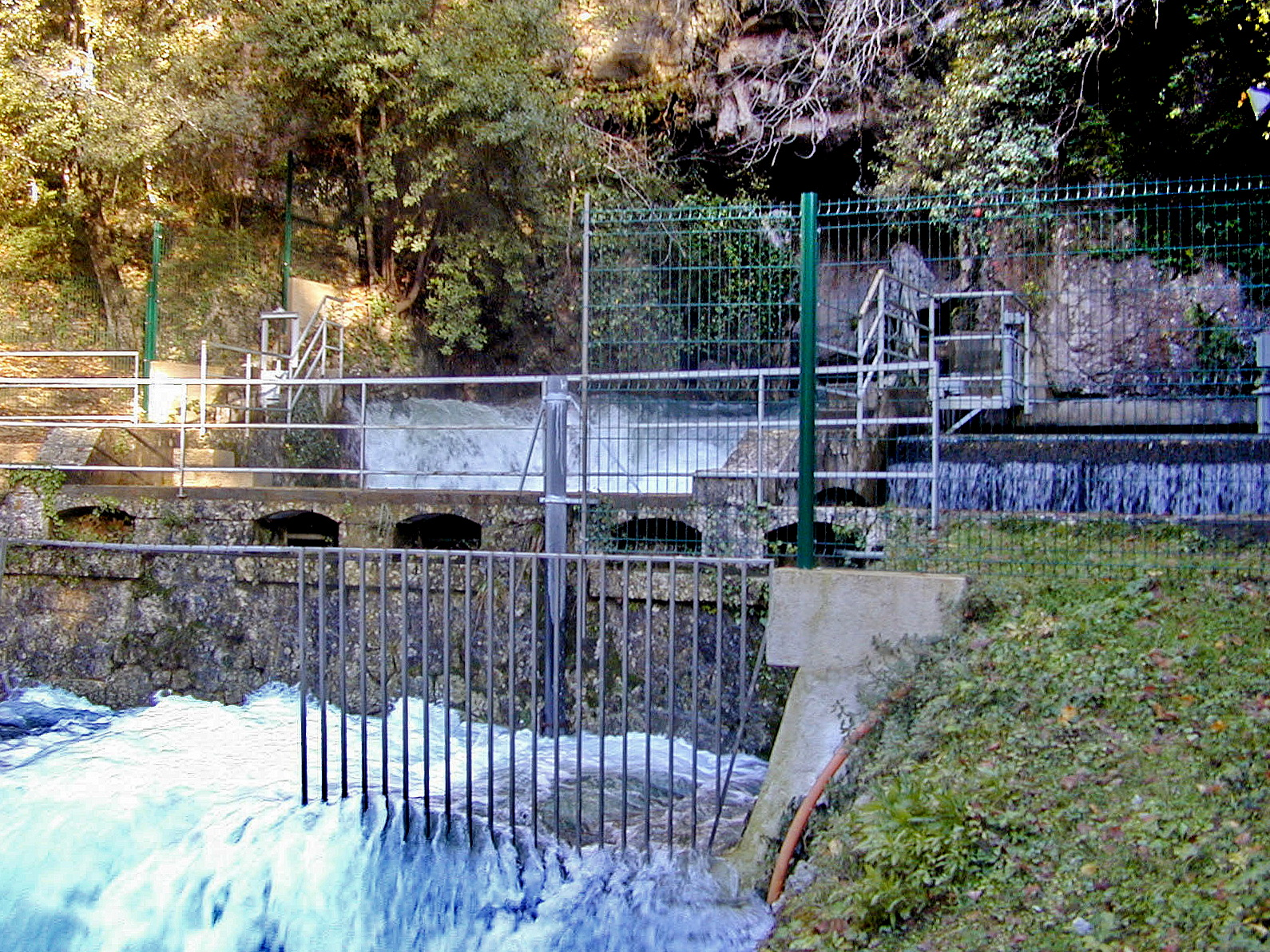
Grotte-exsurgence de la Foux de Saint-Cézaire, après un orage intense.
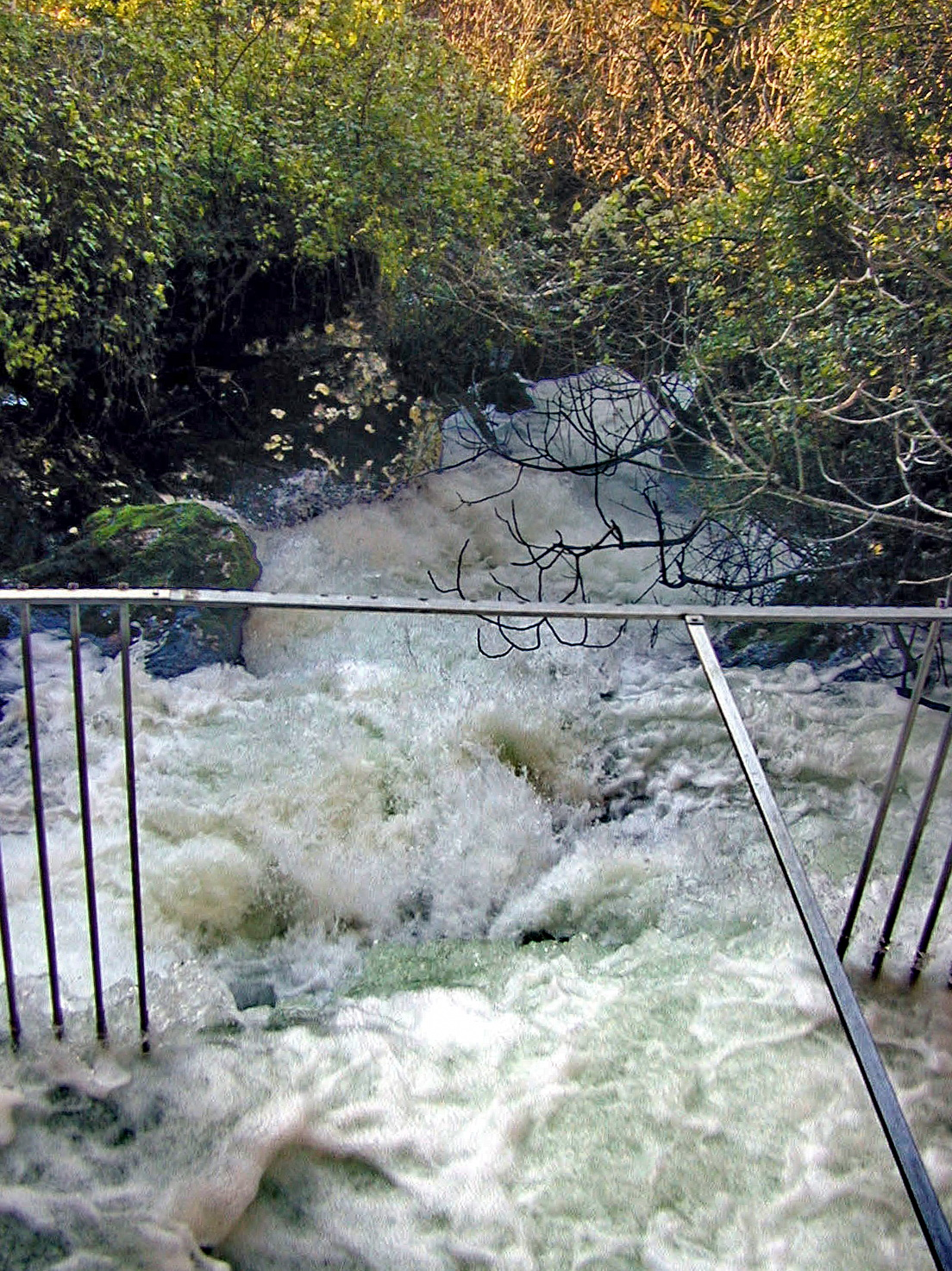
Grotte-résurgence de la Foux de Saint-Cézaire, après un orage intense.

- Guano (RG) : UTM32 : x = 0319736, y = 4837064, z = 395 : Fait l'objet d'un arrêté de protection Natura 2000 pour les chiroptères.
- Manuelle (RG)

À Mons
- Combrière (RD) : UTM32 : x = 0361995, y = 4887106, z = 330
- Peintures (RD) : UTM32 : x = 0319337, y = 4837691, z = 329

### Curiosités
- Le pont de chemin de fer du Tignet (bombardé lors de la retraite des Allemands en 1944). Ce viaduc signé Gustave Eiffel[14],[15] faisait partie de la ligne de chemin de fer Central-Var[16].
- Arche naturelle de Ponadieu.

### Protection Natura 2000

#### La démarche Natura 2000
- À la suite du constat inquiétant d’une biodiversité en régression voire en disparition au niveau planétaire, l’Union européenne a décidé d’enrayer le processus. La démarche Natura 2000[17] consiste à favoriser, sur les sites éligibles, le maintien de la biodiversité tout en tenant compte des exigences socio-économiques dans une logique de développement durable. Ainsi, l’Union européenne a été amenée à adopter deux directives : l’une en avril 1979 concerne les oiseaux, l’autre en mai 1992 concerne certains habitats naturels, pour donner aux États membres un cadre commun d’intervention en faveur de la préservation des milieux naturels et des espèces.
- La directive Habitats du 21 mai 1992, dite directive 92/43/C.E.E. dont relève le site FR 9301574 « Gorges de Siagne », prévoit la conservation des habitats de la faune et de la flore sauvages. Elle est inspirée de la Convention de Berne de 1989 relative à la conservation de la vie sauvage et des milieux naturels en Europe. En application, elle prévoit la création d’un réseau écologique européen de Zones Spéciales de Conservation (ZSC).
- Cette directive s'appuie sur 6 annexes et particulièrement sur l'annexe II espèces faisant l'objet de mesures de conservation et l'annexe IV espèces faisant l'objet de mesures de protection strictes.
- La France recèle de nombreux milieux naturels et espèces qui relèvent de cette directive et qui ont fait l’objet d’un recensement mené sous l’égide du Muséum national d'histoire naturelle. À partir de ce recensement, la directive a conduit à la création d’un réseau Natura 2000 en 2006 qui reprend les objectifs fixés par la Convention sur la diversité biologique adoptée lors du « Sommet de la Terre » à Rio de Janeiro en 1992 et ratifiée par la France en 1996.
- Natura 2000 a pour objectif de maintenir la diversité biologique, tout en respectant les activités humaines. Concrètement, la démarche Natura 2000 ne consiste pas à créer des sanctuaires de nature mais à assurer la conservation ou le rétablissement d’espèces et d’espaces naturels reconnus d’intérêt communautaire par la mise en œuvre d’un développement durable conciliant exigences écologiques et exigences économiques, culturelles et sociales. Aussi, la directive habitats se veut être une directive de gestion à partir d’une approche contractuelle privilégiant la concertation avec tous les interlocuteurs concernés.

#### Le site FR 93 01574-2005 «Gorges de Siagne»
- S’étend des sources du fleuve à Escragnolles à Auribeau-sur-Siagne sur une superficie d’environ 5 300 ha.

Au titre de la directive européenne 92/43/C.E.E. dite « Habitats », ce site a été retenu notamment en raison de son complexe de gorges parfois très profondes constituant une zone d’accueil pour de nombreuses espèces.
La combinaison de facteurs climatiques et géologiques a permis à la Haute Siagne de conserver son caractère sauvage. Située à un carrefour associant climats montagnard et méditerranéen et substrats calcaire et cristallin, elle se caractérise par une grande diversité biologique pour la région Provence-Alpes-Côte d'Azur.
- On distingue six grands types de milieux naturels sur le territoire de la Haute Siagne :
  - les milieux souterrains (grottes et cavités) ;
  - les milieux saxicoles (falaises et éboulis) ;
  - les milieux aquatiques (Siagne, Siagnole, Siagne de la Pare, et leurs sources) ;
  - les milieux humides (fonds de vallées et les gorges) ;
  - les milieux forestiers fermés (chênaie pubescente, chênaie verte, châtaigneraie, hêtraie, charmaie, suberaie, mimosa, landes, maquis et garrigues) ;
  - les milieux ouverts (oliveraies, zones de cultures, pelouses, formations arbustives).

- Ce site abrite 23 habitats d’intérêt communautaire dont 7 d’intérêt prioritaire, avec plus de 80 espèces de la faune protégées (hors oiseaux), une cinquantaine d’oiseaux protégés et 24 espèces végétales protégées.

- Le Syndicat Interdépartemental Intercommunal à Vocation Unique de la Haute Siagne a été désigné successivement opérateur du site pour élaborer et faire valider le DOCOB, puis animateur pour la gestion du site tant de l’hydrosystème que des milieux terrestres. Il a des comptes à rendre à l’État quant au travail effectué et aux résultats obtenus.

### Faune

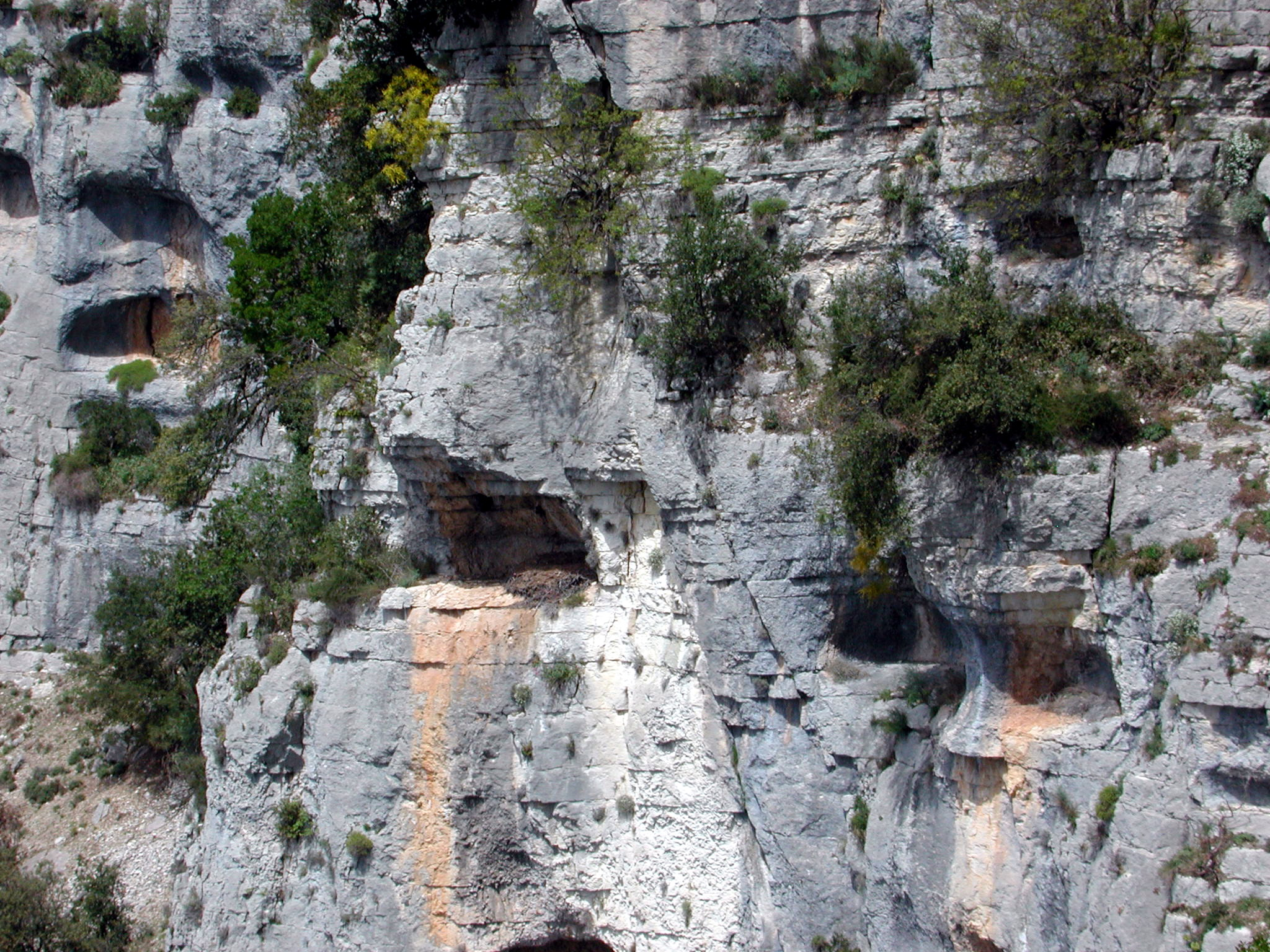
Nid d'aigle.

#### Pêche
C'est une rivière de 1re catégorie, où on pêche surtout la truite fario (implantée).